# Réseau de bus Roissy Ouest
Le réseau de bus Roissy Ouest est un réseau de transports en commun par autobus et autocars circulant en Île-de-France, organisé par l'autorité organisatrice Île-de-France Mobilités. Il est exploité par le groupe Keolis à travers la société Keolis Roissy Pays de France Ouest, à partir du 1er août 2023.
Il se compose de 52 lignes qui desservent l'ouest de la communauté d'agglomération Roissy Pays de France, ainsi qu'un service de transport à la demande.

## Développement du réseau

### Ouverture à la concurrence
En raison de l'ouverture à la concurrence des transports en commun en Île-de-France, le réseau de bus Roissy Ouest est créé le 1er août 2023, correspondant à la délégation de service public numéro 6 établie par Île-de-France Mobilités. Un appel d'offres a donc été lancé par l'autorité organisatrice afin de désigner une entreprise qui exploitera le réseau pour une durée de six ans. C'est finalement le groupe Keolis à travers la société Keolis Roissy Pays de France Ouest, qui a été désigné lors du conseil d'administration du 7 décembre 2022.
À la date de son ouverture à la concurrence, le réseau se composait des lignes 11, 11.5, 12 ZI, 27, 30B, 30D, 31, 32, 32ZA, 33, 34, Express 93, G’bus, Vitavil et le réseau de bus Grand R composé des lignes R1, R2, R3, R4, R5, R6, R7, R8, R104, R105, R106, R107, R108, R109, R110, R111, R112, R113, R114, R117, Bus soirée Louvres et Survilliers-Fosses et exploités par Keolis CIF, des lignes 20, 22, 23, 24, 24sco, 25, 35, 36 et 37 exploitées par Trans Val-d'Oise et des lignes 95.01 et 95.02 du réseau de bus Busval d'Oise exploitées par Keolis CIF. Le contrat comprend également les lignes N140 et N143 du réseau nocturne Noctilien, exploitées auparavant respectivement par Voyages Autocar Services et Keolis CIF pour le compte de SNCF Transilien, et la nouvelle ligne N146 du Noctilien.
Au 1er janvier 2024, l'exploitant reprend le service Filéo à l'issue du contrat sortant (2018-2023).

## Lignes du réseau

### Lignes de 10 à 19
| Ligne | Caractéristiques | Caractéristiques                                                                             | Caractéristiques                                                                             | Caractéristiques                                                                             | Caractéristiques                                                                             | Caractéristiques                                                                             | Caractéristiques                                                                             | Caractéristiques                                                                             | Caractéristiques                                                                             |
| 11    | Goussainville — Victor Basch ⥋ Marché de Saint-Denis (tramway d'Île-de-France) | Goussainville — Victor Basch ⥋ Marché de Saint-Denis (tramway d'Île-de-France)               | Goussainville — Victor Basch ⥋ Marché de Saint-Denis (tramway d'Île-de-France)               | Goussainville — Victor Basch ⥋ Marché de Saint-Denis (tramway d'Île-de-France)               | Goussainville — Victor Basch ⥋ Marché de Saint-Denis (tramway d'Île-de-France)               | Goussainville — Victor Basch ⥋ Marché de Saint-Denis (tramway d'Île-de-France)               | Goussainville — Victor Basch ⥋ Marché de Saint-Denis (tramway d'Île-de-France)               | Goussainville — Victor Basch ⥋ Marché de Saint-Denis (tramway d'Île-de-France)               | Goussainville — Victor Basch ⥋ Marché de Saint-Denis (tramway d'Île-de-France)               |
| ----- | --- | -------------------------------------------------------------------------------------------- | -------------------------------------------------------------------------------------------- | -------------------------------------------------------------------------------------------- | -------------------------------------------------------------------------------------------- | -------------------------------------------------------------------------------------------- | -------------------------------------------------------------------------------------------- | -------------------------------------------------------------------------------------------- | -------------------------------------------------------------------------------------------- |
| 11    | Ouverture / Fermeture — / — | Longueur 21,55 km                                                                            | Durée 60-70 min                                                                              | Nb. d’arrêts 44                                                                              | Matériel Citaro C1 Facelift Citaro C2 Citelis 12                                             | Jours de fonctionnement L, Ma, Me, J, V, S, D                                                | Jour / Soir / Nuit / Fêtes O / O / N / O                                                     | Voy. / an —                                                                                  | Centre-bus Goussainville                                                                     |
| 11    | Desserte : - Villes et lieux desservis : Goussainville, Le Thillay, Gonesse, Arnouville, Garges-lès-Gonesse, Stains et Saint-Denis - Stations desservies : Saint-Denis - Université et Marché de Saint-Denis (T1 et T5) |                                                                                              |                                                                                              |                                                                                              |                                                                                              |                                                                                              |                                                                                              |                                                                                              |                                                                                              |
| 11    | Autre : - Zones traversées : 3 à 5 - Arrêts non accessibles aux UFR : — - Amplitudes horaires : La ligne fonctionne du lundi au vendredi de 4 h 25 à 1 h 35, le samedi à partir de 4 h 30 et les dimanches et fêtes à partir de 5 h 30. - Particularités : Jusqu'au 8 janvier 2008, la ligne 11 avait comme terminus Goussainville-La Charmeuse. - Date de dernière mise à jour : 15 novembre 2020.                                                                                       |                                                                                              |                                                                                              |                                                                                              |                                                                                              |                                                                                              |                                                                                              |                                                                                              |                                                                                              |
| 11    | Dernière actualisation : — |                                                                                              |                                                                                              |                                                                                              |                                                                                              |                                                                                              |                                                                                              |                                                                                              |                                                                                              |
| 11.5  | Goussainville — Le Moulin / Le Thillay — Avenue Bocquet ⥋ Gonesse — Collège Philippe-Auguste | Goussainville — Le Moulin / Le Thillay — Avenue Bocquet ⥋ Gonesse — Collège Philippe-Auguste | Goussainville — Le Moulin / Le Thillay — Avenue Bocquet ⥋ Gonesse — Collège Philippe-Auguste | Goussainville — Le Moulin / Le Thillay — Avenue Bocquet ⥋ Gonesse — Collège Philippe-Auguste | Goussainville — Le Moulin / Le Thillay — Avenue Bocquet ⥋ Gonesse — Collège Philippe-Auguste | Goussainville — Le Moulin / Le Thillay — Avenue Bocquet ⥋ Gonesse — Collège Philippe-Auguste | Goussainville — Le Moulin / Le Thillay — Avenue Bocquet ⥋ Gonesse — Collège Philippe-Auguste | Goussainville — Le Moulin / Le Thillay — Avenue Bocquet ⥋ Gonesse — Collège Philippe-Auguste | Goussainville — Le Moulin / Le Thillay — Avenue Bocquet ⥋ Gonesse — Collège Philippe-Auguste |
| 11.5  | Ouverture / Fermeture — / — | Longueur 6,30 km                                                                             | Durée 15 min                                                                                 | Nb. d’arrêts 8                                                                               | Matériel GX 317 Citaro C1 Facelift Citaro C2 Citelis 12 Agora S                              | Jours de fonctionnement L, Ma, Me, J, V                                                      | Jour / Soir / Nuit / Fêtes O / N / N / N                                                     | Voy. / an —                                                                                  | Centre-bus Goussainville                                                                     |
| 11.5  | Desserte : - Villes et lieux desservis : Goussainville, Le Thillay et Gonesse |                                                                                              |                                                                                              |                                                                                              |                                                                                              |                                                                                              |                                                                                              |                                                                                              |                                                                                              |
| 11.5  | Autre : - Zone traversée : 5 - Arrêts non accessibles aux UFR : — - Amplitudes horaires : La ligne fonctionne du lundi au vendredi en période scolaire de 7 h 55 à 8 h 10 puis de 16 h 10 à 17 h 25 / 12 h 40 à 12 h 55 (le mercredi uniquement) à travers quatre services quotidiens, deux le matin et deux l'après midi. - Particularités : Un service sur deux le matin et le mercredi midi part / termine à l'arrêt Avenue Bocquet. - Date de dernière mise à jour : 14 octobre 2016. |                                                                                              |                                                                                              |                                                                                              |                                                                                              |                                                                                              |                                                                                              |                                                                                              |                                                                                              |
| 11.5  | Dernière actualisation : — |                                                                                              |                                                                                              |                                                                                              |                                                                                              |                                                                                              |                                                                                              |                                                                                              |                                                                                              |
| 12 ZI | (Circulaire) Goussainville RER ⥋ via Goussainville — ZAE Robert Moinon | (Circulaire) Goussainville RER ⥋ via Goussainville — ZAE Robert Moinon                       | (Circulaire) Goussainville RER ⥋ via Goussainville — ZAE Robert Moinon                       | (Circulaire) Goussainville RER ⥋ via Goussainville — ZAE Robert Moinon                       | (Circulaire) Goussainville RER ⥋ via Goussainville — ZAE Robert Moinon                       | (Circulaire) Goussainville RER ⥋ via Goussainville — ZAE Robert Moinon                       | (Circulaire) Goussainville RER ⥋ via Goussainville — ZAE Robert Moinon                       | (Circulaire) Goussainville RER ⥋ via Goussainville — ZAE Robert Moinon                       | (Circulaire) Goussainville RER ⥋ via Goussainville — ZAE Robert Moinon                       |
| 12 ZI | Ouverture / Fermeture — / — | Longueur 3,85 km                                                                             | Durée 10 min                                                                                 | Nb. d’arrêts 6                                                                               | Matériel Tracer                                                                              | Jours de fonctionnement L, Ma, Me, J, V                                                      | Jour / Soir / Nuit / Fêtes O / N / N / N                                                     | Voy. / an —                                                                                  | Centre-bus Goussainville                                                                     |
| 12 ZI | Desserte : - Ville et lieux desservis : Goussainville - Gare desservie : Goussainville |                                                                                              |                                                                                              |                                                                                              |                                                                                              |                                                                                              |                                                                                              |                                                                                              |                                                                                              |
| 12 ZI | Autre : - Zone traversée : 5 - Arrêts non accessibles aux UFR : — - Amplitudes horaires : La ligne fonctionne du lundi au vendredi de 6 h 15 à 9 h 15 puis de 16 h 10 à 18 h 25. Le vendredi, un passage supplémentaire est effectué entre 12 h 55 à 13 h 5. - Date de dernière mise à jour : 28 août 2023. |                                                                                              |                                                                                              |                                                                                              |                                                                                              |                                                                                              |                                                                                              |                                                                                              |                                                                                              |
| 12 ZI | Dernière actualisation : — |                                                                                              |                                                                                              |                                                                                              |                                                                                              |                                                                                              |                                                                                              |                                                                                              |                                                                                              |

### Lignes 20 à 29
| Ligne | Caractéristiques | Caractéristiques | Caractéristiques | Caractéristiques | Caractéristiques | Caractéristiques | Caractéristiques | Caractéristiques | Caractéristiques |
| 20    | Gare de Villiers-le-Bel - Gonesse - Arnouville ⥋ Gare du Parc des Expositions | Gare de Villiers-le-Bel - Gonesse - Arnouville ⥋ Gare du Parc des Expositions                                                                | Gare de Villiers-le-Bel - Gonesse - Arnouville ⥋ Gare du Parc des Expositions                                                                | Gare de Villiers-le-Bel - Gonesse - Arnouville ⥋ Gare du Parc des Expositions                                                                | Gare de Villiers-le-Bel - Gonesse - Arnouville ⥋ Gare du Parc des Expositions                                                                | Gare de Villiers-le-Bel - Gonesse - Arnouville ⥋ Gare du Parc des Expositions                                                                | Gare de Villiers-le-Bel - Gonesse - Arnouville ⥋ Gare du Parc des Expositions                                                                | Gare de Villiers-le-Bel - Gonesse - Arnouville ⥋ Gare du Parc des Expositions                                                                | Gare de Villiers-le-Bel - Gonesse - Arnouville ⥋ Gare du Parc des Expositions                                                                |
| ----- | --- | --- | --- | --- | --- | --- | --- | --- | --- |
| 20    | Ouverture / Fermeture 14 novembre 2016 / — | Longueur 10,40 km | Durée 25 min | Nb. d’arrêts 7 | Matériel GX 437 Hybride Citaro Facelift G Citaro C2                                                                                          | Jours de fonctionnement L, Ma, Me, J, V, S, D                                                                                                | Jour / Soir / Nuit / Fêtes O / O / N / O | Voy. / an — | Dépôt Le Mesnil-Amelot |
| 20    | Desserte : - Villes et lieux desservis : Arnouville, Gonesse, Tremblay-en-France et Villepinte - Gares desservies : Villiers-le-Bel - Gonesse - Arnouville et Parc des Expositions | | | | | | | | |
| 20    | Autre : - Zone traversée : 4 - Arrêts non accessibles aux UFR : — - Amplitudes horaires : La ligne fonctionne du lundi au dimanche et les jours de fêtes de 5 h à 0 h 55. - Particularités : Ligne de bus à haut niveau de service, aussi connue sous son nom de projet : TCSP Barreau de Gonesse. - Date de dernière mise à jour : 14 novembre 2021. | | | | | | | | |
| 20    | Dernière actualisation : — | | | | | | | | |
| 22    | Gare de Villiers-le-Bel - Gonesse - Arnouville ⥋ Aéroport CDG 1 - Terminal 3 - Roissypôle | Gare de Villiers-le-Bel - Gonesse - Arnouville ⥋ Aéroport CDG 1 - Terminal 3 - Roissypôle                                                    | Gare de Villiers-le-Bel - Gonesse - Arnouville ⥋ Aéroport CDG 1 - Terminal 3 - Roissypôle                                                    | Gare de Villiers-le-Bel - Gonesse - Arnouville ⥋ Aéroport CDG 1 - Terminal 3 - Roissypôle                                                    | Gare de Villiers-le-Bel - Gonesse - Arnouville ⥋ Aéroport CDG 1 - Terminal 3 - Roissypôle                                                    | Gare de Villiers-le-Bel - Gonesse - Arnouville ⥋ Aéroport CDG 1 - Terminal 3 - Roissypôle                                                    | Gare de Villiers-le-Bel - Gonesse - Arnouville ⥋ Aéroport CDG 1 - Terminal 3 - Roissypôle                                                    | Gare de Villiers-le-Bel - Gonesse - Arnouville ⥋ Aéroport CDG 1 - Terminal 3 - Roissypôle                                                    | Gare de Villiers-le-Bel - Gonesse - Arnouville ⥋ Aéroport CDG 1 - Terminal 3 - Roissypôle                                                    |
| 22    | Ouverture / Fermeture — / — | Longueur — | Durée 35 min | Nb. d’arrêts 21 | Matériel Citaro K C2 GX 317 GX 327 | Jours de fonctionnement L, Ma, Me, J, V | Jour / Soir / Nuit / Fêtes O / N / N / N | Voy. / an — | Dépôt Gonesse |
| 22    | Desserte : - Villes et lieux desservis : Arnouville, Gonesse (centre hospitalier de Gonesse, mairie annexe des Marronniers), Roissy-en-France (centre culturel de l'Orangerie, église Saint-Éloi, mairie) et Tremblay-en-France (Aéroville) - Gares desservies : Villiers-le-Bel - Gonesse - Arnouville et Aéroport Charles-de-Gaulle 1 | | | | | | | | |
| 22    | Autre : - Zones traversées : 4 et 5 - Arrêts non accessibles aux UFR : — - Amplitudes horaires : La ligne fonctionne du lundi au vendredi de 6 h 15 à 20 h 30. - Date de dernière mise à jour : 3 août 2021. | | | | | | | | |
| 22    | Dernière actualisation : — | | | | | | | | |
| 23    | Gare de Villiers-le-Bel - Gonesse - Arnouville ⥋ Gonesse — La Malmaison ou Gare d'Aulnay-sous-Bois (Centre Commercial O'Parinor le week-end) | Gare de Villiers-le-Bel - Gonesse - Arnouville ⥋ Gonesse — La Malmaison ou Gare d'Aulnay-sous-Bois (Centre Commercial O'Parinor le week-end) | Gare de Villiers-le-Bel - Gonesse - Arnouville ⥋ Gonesse — La Malmaison ou Gare d'Aulnay-sous-Bois (Centre Commercial O'Parinor le week-end) | Gare de Villiers-le-Bel - Gonesse - Arnouville ⥋ Gonesse — La Malmaison ou Gare d'Aulnay-sous-Bois (Centre Commercial O'Parinor le week-end) | Gare de Villiers-le-Bel - Gonesse - Arnouville ⥋ Gonesse — La Malmaison ou Gare d'Aulnay-sous-Bois (Centre Commercial O'Parinor le week-end) | Gare de Villiers-le-Bel - Gonesse - Arnouville ⥋ Gonesse — La Malmaison ou Gare d'Aulnay-sous-Bois (Centre Commercial O'Parinor le week-end) | Gare de Villiers-le-Bel - Gonesse - Arnouville ⥋ Gonesse — La Malmaison ou Gare d'Aulnay-sous-Bois (Centre Commercial O'Parinor le week-end) | Gare de Villiers-le-Bel - Gonesse - Arnouville ⥋ Gonesse — La Malmaison ou Gare d'Aulnay-sous-Bois (Centre Commercial O'Parinor le week-end) | Gare de Villiers-le-Bel - Gonesse - Arnouville ⥋ Gonesse — La Malmaison ou Gare d'Aulnay-sous-Bois (Centre Commercial O'Parinor le week-end) |
| 23    | Ouverture / Fermeture — / — | Longueur — | Durée 10-50 min | Nb. d’arrêts 27 | Matériel Citaro Facelift GX 317 GX 327 GX 337 Hybride                                                                                        | Jours de fonctionnement L, Ma, Me, J, V, S, D                                                                                                | Jour / Soir / Nuit / Fêtes O / O / N / O | Voy. / an — | Dépôt Gonesse |
| 23    | Desserte : - Villes et lieux desservis : Arnouville, Gonesse (collèges Philippe-Auguste et Robert-Doisneau, hôtel de ville, lycée René-Cassin, mairie annexe des Marronniers, zone d'activités) et Aulnay-sous-Bois (centre commercial O'Parinor, hôtel de ville) - Gares desservies : Villiers-le-Bel - Gonesse - Arnouville et Aulnay-sous-Bois | | | | | | | | |
| 23    | Autre : - Zone traversée : 4 - Arrêts non accessibles aux UFR : — - Amplitudes horaires : La ligne fonctionne du lundi au vendredi de 5 h 15 à 0 h 25, le samedi jusqu'à 23 h 40 et les dimanches et fêtes de 5 h 30 à 22 h 20. - Date de dernière mise à jour : 22 juillet 2018. | | | | | | | | |
| 23    | Dernière actualisation : — | | | | | | | | |
| 24    | (Circulaire) Gare de Villiers-le-Bel - Gonesse - Arnouville ⥋ via Gonesse — La Fauconnière | (Circulaire) Gare de Villiers-le-Bel - Gonesse - Arnouville ⥋ via Gonesse — La Fauconnière                                                   | (Circulaire) Gare de Villiers-le-Bel - Gonesse - Arnouville ⥋ via Gonesse — La Fauconnière                                                   | (Circulaire) Gare de Villiers-le-Bel - Gonesse - Arnouville ⥋ via Gonesse — La Fauconnière                                                   | (Circulaire) Gare de Villiers-le-Bel - Gonesse - Arnouville ⥋ via Gonesse — La Fauconnière                                                   | (Circulaire) Gare de Villiers-le-Bel - Gonesse - Arnouville ⥋ via Gonesse — La Fauconnière                                                   | (Circulaire) Gare de Villiers-le-Bel - Gonesse - Arnouville ⥋ via Gonesse — La Fauconnière                                                   | (Circulaire) Gare de Villiers-le-Bel - Gonesse - Arnouville ⥋ via Gonesse — La Fauconnière                                                   | (Circulaire) Gare de Villiers-le-Bel - Gonesse - Arnouville ⥋ via Gonesse — La Fauconnière                                                   |
| 24    | Ouverture / Fermeture — / — | Longueur 3,75 km | Durée 10 min | Nb. d’arrêts 10 | Matériel Citaro Facelift GX 317 GX 327 GX 337 Hybride                                                                                        | Jours de fonctionnement L, Ma, Me, J, V, S, D                                                                                                | Jour / Soir / Nuit / Fêtes O / O / N / O | Voy. / an — | Dépôt Gonesse |
| 24    | Desserte : - Villes et lieux desservis : Arnouville et Gonesse (Mairie annexe de la Fauconnière et Collège François-Truffaut) - Gare desservie : Villiers-le-Bel - Gonesse - Arnouville | | | | | | | | |
| 24    | Autre : - Zone traversée : 4 - Arrêts non accessibles aux UFR : — - Amplitudes horaires : La ligne fonctionne du lundi au vendredi de 5 h 30 à 0 h, le samedi de 5 h 50 à 23 h 40 et les dimanches et fêtes de 6 h 50 à 20 h 30. - Date de dernière mise à jour : 12 novembre 2016. | | | | | | | | |
| 24    | Dernière actualisation : — | | | | | | | | |
| 24sco | Gonesse — Place Sangnier (le matin) / Gonesse — Aristide Briand - Général Durand (le soir) ⥋ Gonesse — Saint-Blin - Lycée René Cassin | Gonesse — Place Sangnier (le matin) / Gonesse — Aristide Briand - Général Durand (le soir) ⥋ Gonesse — Saint-Blin - Lycée René Cassin        | Gonesse — Place Sangnier (le matin) / Gonesse — Aristide Briand - Général Durand (le soir) ⥋ Gonesse — Saint-Blin - Lycée René Cassin        | Gonesse — Place Sangnier (le matin) / Gonesse — Aristide Briand - Général Durand (le soir) ⥋ Gonesse — Saint-Blin - Lycée René Cassin        | Gonesse — Place Sangnier (le matin) / Gonesse — Aristide Briand - Général Durand (le soir) ⥋ Gonesse — Saint-Blin - Lycée René Cassin        | Gonesse — Place Sangnier (le matin) / Gonesse — Aristide Briand - Général Durand (le soir) ⥋ Gonesse — Saint-Blin - Lycée René Cassin        | Gonesse — Place Sangnier (le matin) / Gonesse — Aristide Briand - Général Durand (le soir) ⥋ Gonesse — Saint-Blin - Lycée René Cassin        | Gonesse — Place Sangnier (le matin) / Gonesse — Aristide Briand - Général Durand (le soir) ⥋ Gonesse — Saint-Blin - Lycée René Cassin        | Gonesse — Place Sangnier (le matin) / Gonesse — Aristide Briand - Général Durand (le soir) ⥋ Gonesse — Saint-Blin - Lycée René Cassin        |
| 24sco | Ouverture / Fermeture — / — | Longueur 5,70 km | Durée 15 min | Nb. d’arrêts 13 | Matériel GX 317 | Jours de fonctionnement L, Ma, Me, J, V | Jour / Soir / Nuit / Fêtes O / N / N / N | Voy. / an — | Dépôt Gonesse |
| 24sco | Desserte : - Ville et lieux desservis : Gonesse (Mairie annexe de la Fauconnière, Collège François-Truffaut, Centre commercial Grande Vallée et Lycée René-Cassin) | | | | | | | | |
| 24sco | Autre : - Zone traversée : 4 - Arrêts non accessibles aux UFR : — - Amplitudes horaires : La ligne fonctionne du lundi au vendredi en période scolaire de 8 h à 17 h 55. - Particularités : La ligne fonctionne : - en direction de Saint-Blin - Lycée René Cassin à raison de deux passages le matin et d'un le midi ; - en direction de Aristide Briand - Général Durand à raison d'un passage le midi et de deux le soir. - Date de dernière mise à jour : 12 novembre 2016. | | | | | | | | |
| 24sco | Dernière actualisation : — | | | | | | | | |
| 25    | Gare de Villiers-le-Bel - Gonesse - Arnouville ⥋ Gonesse — Zone Industrielle | Gare de Villiers-le-Bel - Gonesse - Arnouville ⥋ Gonesse — Zone Industrielle                                                                 | Gare de Villiers-le-Bel - Gonesse - Arnouville ⥋ Gonesse — Zone Industrielle                                                                 | Gare de Villiers-le-Bel - Gonesse - Arnouville ⥋ Gonesse — Zone Industrielle                                                                 | Gare de Villiers-le-Bel - Gonesse - Arnouville ⥋ Gonesse — Zone Industrielle                                                                 | Gare de Villiers-le-Bel - Gonesse - Arnouville ⥋ Gonesse — Zone Industrielle                                                                 | Gare de Villiers-le-Bel - Gonesse - Arnouville ⥋ Gonesse — Zone Industrielle                                                                 | Gare de Villiers-le-Bel - Gonesse - Arnouville ⥋ Gonesse — Zone Industrielle                                                                 | Gare de Villiers-le-Bel - Gonesse - Arnouville ⥋ Gonesse — Zone Industrielle                                                                 |
| 25    | Ouverture / Fermeture — / — | Longueur — | Durée 20 min | Nb. d’arrêts 20 | Matériel — | Jours de fonctionnement L, Ma, Me, J, V | Jour / Soir / Nuit / Fêtes O / N / N / N | Voy. / an — | Dépôt Gonesse |
| 25    | Desserte : - Villes et lieux desservis : Arnouville et Gonesse - Gare desservie : Villiers-le-Bel - Gonesse - Arnouville | | | | | | | | |
| 25    | Autre : - Zones traversées : 4 et 5 - Arrêts non accessibles aux UFR : — - Amplitudes horaires : La ligne fonctionne du lundi au vendredi de 6 h 30 à 9 h 20 puis de 16 h 35 à 18 h 55. - Date de dernière mise à jour : 12 novembre 2016. | | | | | | | | |
| 25    | Dernière actualisation : — | | | | | | | | |
| 27    | Villiers-le-Bel — Puits de la Marlière ⥋ Aéroport Charles-de-Gaulle 1 RER | Villiers-le-Bel — Puits de la Marlière ⥋ Aéroport Charles-de-Gaulle 1 RER                                                                    | Villiers-le-Bel — Puits de la Marlière ⥋ Aéroport Charles-de-Gaulle 1 RER                                                                    | Villiers-le-Bel — Puits de la Marlière ⥋ Aéroport Charles-de-Gaulle 1 RER                                                                    | Villiers-le-Bel — Puits de la Marlière ⥋ Aéroport Charles-de-Gaulle 1 RER                                                                    | Villiers-le-Bel — Puits de la Marlière ⥋ Aéroport Charles-de-Gaulle 1 RER                                                                    | Villiers-le-Bel — Puits de la Marlière ⥋ Aéroport Charles-de-Gaulle 1 RER                                                                    | Villiers-le-Bel — Puits de la Marlière ⥋ Aéroport Charles-de-Gaulle 1 RER                                                                    | Villiers-le-Bel — Puits de la Marlière ⥋ Aéroport Charles-de-Gaulle 1 RER                                                                    |
| 27    | Ouverture / Fermeture 1er janvier 2018 / — | Longueur — | Durée 45 min | Nb. d’arrêts 30 | Matériel Matériel Filéo | Jours de fonctionnement L, Ma, Me, J, V, S, D                                                                                                | Jour / Soir / Nuit / Fêtes O / N / N / O | Voy. / an — | Dépôt Le Mesnil-Amelot |
| 27    | Desserte : - Villes et lieux desservis : Villiers-le-Bel (collège Saint-Éxupéry, hôpital Adélaïde-Hautval), Gonesse (centre hospitalier de Gonesse, collège Philippe-Auguste, golf de Gonesse), Roissy-en-France (église Saint-Éloi) et Tremblay-en-France (aéroport Charles-de-Gaulle) - Gare desservie : Aéroport Charles-de-Gaulle 1 | | | | | | | | |
| 27    | Autre : - Zone traversée : 5 - Arrêts non accessibles aux UFR : — - Amplitudes horaires : La ligne fonctionne du lundi au samedi de 6 h 40 à 22 h, et le dimanche et jours fériés de 6 h 55 à 21 h 50. - Particularités : Le service à la demande Filéo reprend l'itinéraire de la ligne tous les jours sans interruption pour rejoindre la zone aéroportuaire pendant les heures où la ligne 27 ne fonctionne pas. - Date de dernière mise à jour : 16 mars 2027.              | | | | | | | | |
| 27    | Dernière actualisation : — | | | | | | | | |

### Lignes 30 à 39
| Ligne | Caractéristiques | Caractéristiques                                                                          | Caractéristiques                                                                          | Caractéristiques                                                                          | Caractéristiques                                                                          | Caractéristiques                                                                          | Caractéristiques                                                                          | Caractéristiques                                                                          | Caractéristiques                                                                          |
| 30B   | Goussainville RER ⥋ via Les Grandes Bornes | Goussainville RER ⥋ via Les Grandes Bornes                                                | Goussainville RER ⥋ via Les Grandes Bornes                                                | Goussainville RER ⥋ via Les Grandes Bornes                                                | Goussainville RER ⥋ via Les Grandes Bornes                                                | Goussainville RER ⥋ via Les Grandes Bornes                                                | Goussainville RER ⥋ via Les Grandes Bornes                                                | Goussainville RER ⥋ via Les Grandes Bornes                                                | Goussainville RER ⥋ via Les Grandes Bornes                                                |
| ----- | --- | ----------------------------------------------------------------------------------------- | ----------------------------------------------------------------------------------------- | ----------------------------------------------------------------------------------------- | ----------------------------------------------------------------------------------------- | ----------------------------------------------------------------------------------------- | ----------------------------------------------------------------------------------------- | ----------------------------------------------------------------------------------------- | ----------------------------------------------------------------------------------------- |
| 30B   | Ouverture / Fermeture — / — | Longueur 6,60 km                                                                          | Durée 5-20 min                                                                            | Nb. d’arrêts 13                                                                           | Matériel Citaro G Citaro G C2                                                             | Jours de fonctionnement L, Ma, Me, J, V, S                                                | Jour / Soir / Nuit / Fêtes O / N / N / N                                                  | Voy. / an —                                                                               | Centre-bus Goussainville                                                                  |
| 30B   | Desserte : - Ville et lieux desservis : Goussainville - Gare desservie : Goussainville |                                                                                           |                                                                                           |                                                                                           |                                                                                           |                                                                                           |                                                                                           |                                                                                           |                                                                                           |
| 30B   | Autre : - Zone traversée : 5 - Arrêts non accessibles aux UFR : — - Amplitudes horaires : La ligne fonctionne du lundi au vendredi de 4 h 55 à 9 h 10 / 9 h 20 (en période scolaire) puis de 16 h à 20 h 55 et le samedi de 5 h 45 à 20 h 55. - Particularités : Les arrêts Lycée R. Rolland et Collège Montaigne sont desservis à certaines heures du lundi au vendredi aux heures de pointe et entre 9 h à 20 h le samedi. L'arrêt Les Olympiades est desservi uniquement le samedi entre 9 h à 20 h. - Date de dernière mise à jour : 3 septembre 2019. |                                                                                           |                                                                                           |                                                                                           |                                                                                           |                                                                                           |                                                                                           |                                                                                           |                                                                                           |
| 30B   | Dernière actualisation : — |                                                                                           |                                                                                           |                                                                                           |                                                                                           |                                                                                           |                                                                                           |                                                                                           |                                                                                           |
| 30D   | Goussainville RER ⥋ via Les Demoiselles | Goussainville RER ⥋ via Les Demoiselles                                                   | Goussainville RER ⥋ via Les Demoiselles                                                   | Goussainville RER ⥋ via Les Demoiselles                                                   | Goussainville RER ⥋ via Les Demoiselles                                                   | Goussainville RER ⥋ via Les Demoiselles                                                   | Goussainville RER ⥋ via Les Demoiselles                                                   | Goussainville RER ⥋ via Les Demoiselles                                                   | Goussainville RER ⥋ via Les Demoiselles                                                   |
| 30D   | Ouverture / Fermeture — / — | Longueur 4,40 km                                                                          | Durée 10-15 min                                                                           | Nb. d’arrêts 13                                                                           | Matériel Agora S                                                                          | Jours de fonctionnement L, Ma, Me, J, V                                                   | Jour / Soir / Nuit / Fêtes O / N / N / N                                                  | Voy. / an —                                                                               | Centre-bus Goussainville                                                                  |
| 30D   | Desserte : - Ville et lieux desservis : Goussainville - Gare desservie : Goussainville |                                                                                           |                                                                                           |                                                                                           |                                                                                           |                                                                                           |                                                                                           |                                                                                           |                                                                                           |
| 30D   | Autre : - Zone traversée : 5 - Arrêts non accessibles aux UFR : — - Amplitudes horaires : La ligne fonctionne du lundi au vendredi de 5 h 45 à 9 h 5 puis de 16 h 10 à 20 h 35. - Date de dernière mise à jour : 3 avril 2015. |                                                                                           |                                                                                           |                                                                                           |                                                                                           |                                                                                           |                                                                                           |                                                                                           |                                                                                           |
| 30D   | Dernière actualisation : — |                                                                                           |                                                                                           |                                                                                           |                                                                                           |                                                                                           |                                                                                           |                                                                                           |                                                                                           |
| 31    | Garges - Sarcelles RER ⥋ Garges-lès-Gonesse — Parc Commercial - Pont de Pierre | Garges - Sarcelles RER ⥋ Garges-lès-Gonesse — Parc Commercial - Pont de Pierre            | Garges - Sarcelles RER ⥋ Garges-lès-Gonesse — Parc Commercial - Pont de Pierre            | Garges - Sarcelles RER ⥋ Garges-lès-Gonesse — Parc Commercial - Pont de Pierre            | Garges - Sarcelles RER ⥋ Garges-lès-Gonesse — Parc Commercial - Pont de Pierre            | Garges - Sarcelles RER ⥋ Garges-lès-Gonesse — Parc Commercial - Pont de Pierre            | Garges - Sarcelles RER ⥋ Garges-lès-Gonesse — Parc Commercial - Pont de Pierre            | Garges - Sarcelles RER ⥋ Garges-lès-Gonesse — Parc Commercial - Pont de Pierre            | Garges - Sarcelles RER ⥋ Garges-lès-Gonesse — Parc Commercial - Pont de Pierre            |
| 31    | Ouverture / Fermeture — / — | Longueur 4,70 km                                                                          | Durée 10-20 min                                                                           | Nb. d’arrêts 13                                                                           | Matériel Citaro C1 Facelift S 315 NF                                                      | Jours de fonctionnement L, Ma, Me, J, V, S, D                                             | Jour / Soir / Nuit / Fêtes O / O / N / O                                                  | Voy. / an —                                                                               | Centre-bus Goussainville                                                                  |
| 31    | Desserte : - Villes et lieux desservis : Sarcelles et Garges-lès-Gonesse - Station et gare desservies : Garges - Sarcelles (T5) |                                                                                           |                                                                                           |                                                                                           |                                                                                           |                                                                                           |                                                                                           |                                                                                           |                                                                                           |
| 31    | Autre : - Zone traversée : 4 - Arrêts non accessibles aux UFR : — - Amplitudes horaires : La ligne fonctionne du lundi au vendredi de 5 h 20 à 1 h 25, le samedi à partir de 5 h 45 et les dimanches et fêtes de 7 h 30 à 1 h 40. - Particularités : Les arrêts Mairie et Les Mûriers sont desservis du lundi au samedi aux heures creuses. Après 22 h, les services sont limités à La Muette - Europe. - Date de dernière mise à jour : 9 décembre 2016.                                                                                                  |                                                                                           |                                                                                           |                                                                                           |                                                                                           |                                                                                           |                                                                                           |                                                                                           |                                                                                           |
| 31    | Dernière actualisation : — |                                                                                           |                                                                                           |                                                                                           |                                                                                           |                                                                                           |                                                                                           |                                                                                           |                                                                                           |
| 32    | Goussainville — Victor Basch ⥋ Aéroport Charles-de-Gaulle 1 RER (Aéroville le week-end) | Goussainville — Victor Basch ⥋ Aéroport Charles-de-Gaulle 1 RER (Aéroville le week-end)   | Goussainville — Victor Basch ⥋ Aéroport Charles-de-Gaulle 1 RER (Aéroville le week-end)   | Goussainville — Victor Basch ⥋ Aéroport Charles-de-Gaulle 1 RER (Aéroville le week-end)   | Goussainville — Victor Basch ⥋ Aéroport Charles-de-Gaulle 1 RER (Aéroville le week-end)   | Goussainville — Victor Basch ⥋ Aéroport Charles-de-Gaulle 1 RER (Aéroville le week-end)   | Goussainville — Victor Basch ⥋ Aéroport Charles-de-Gaulle 1 RER (Aéroville le week-end)   | Goussainville — Victor Basch ⥋ Aéroport Charles-de-Gaulle 1 RER (Aéroville le week-end)   | Goussainville — Victor Basch ⥋ Aéroport Charles-de-Gaulle 1 RER (Aéroville le week-end)   |
| 32    | Ouverture / Fermeture — / — | Longueur 24,55 km                                                                         | Durée 40-60 min                                                                           | Nb. d’arrêts 38                                                                           | Matériel GX 317 Citelis 12 Citaro C2                                                      | Jours de fonctionnement L, Ma, Me, J, V, S                                                | Jour / Soir / Nuit / Fêtes O / N / N / N                                                  | Voy. / an —                                                                               | Centre-bus Goussainville                                                                  |
| 32    | Desserte : - Villes et lieux desservis : Goussainville, Le Thillay, Roissy-en-France et Tremblay-en-France - Gares desservies : Goussainville et Aéroport Charles-de-Gaulle 1 |                                                                                           |                                                                                           |                                                                                           |                                                                                           |                                                                                           |                                                                                           |                                                                                           |                                                                                           |
| 32    | Autre : - Zone traversée : 5 - Arrêts non accessibles aux UFR : — - Amplitudes horaires : La ligne fonctionne du lundi au samedi de 4 h 15 à 22 h 40. - Particularités : - La desserte d'Aéroville n'est effectuée que le weekend. - Le service à la demande Filéo reprend l'itinéraire de la ligne tous les jours, sans interruption, pour rejoindre la zone aéroportuaire aux heures où cette ligne ne fonctionne pas. - Date de dernière mise à jour : 28 août 2023.                                                                                    |                                                                                           |                                                                                           |                                                                                           |                                                                                           |                                                                                           |                                                                                           |                                                                                           |                                                                                           |
| 32    | Dernière actualisation : — |                                                                                           |                                                                                           |                                                                                           |                                                                                           |                                                                                           |                                                                                           |                                                                                           |                                                                                           |
| 32 ZA | Goussainville RER ⥋ Aéroport Charles-de-Gaulle 1 RER | Goussainville RER ⥋ Aéroport Charles-de-Gaulle 1 RER                                      | Goussainville RER ⥋ Aéroport Charles-de-Gaulle 1 RER                                      | Goussainville RER ⥋ Aéroport Charles-de-Gaulle 1 RER                                      | Goussainville RER ⥋ Aéroport Charles-de-Gaulle 1 RER                                      | Goussainville RER ⥋ Aéroport Charles-de-Gaulle 1 RER                                      | Goussainville RER ⥋ Aéroport Charles-de-Gaulle 1 RER                                      | Goussainville RER ⥋ Aéroport Charles-de-Gaulle 1 RER                                      | Goussainville RER ⥋ Aéroport Charles-de-Gaulle 1 RER                                      |
| 32 ZA | Ouverture / Fermeture — / — | Longueur 13,15 km                                                                         | Durée 30-35 min                                                                           | Nb. d’arrêts 13                                                                           | Matériel —                                                                                | Jours de fonctionnement L, Ma, Me, J, V                                                   | Jour / Soir / Nuit / Fêtes O / N / N / N                                                  | Voy. / an —                                                                               | Centre-bus Goussainville                                                                  |
| 32 ZA | Desserte : - Villes et lieux desservis : Goussainville, Roissy-en-France et Tremblay-en-France - Gares desservies : Goussainville et Aéroport Charles-de-Gaulle 1 |                                                                                           |                                                                                           |                                                                                           |                                                                                           |                                                                                           |                                                                                           |                                                                                           |                                                                                           |
| 32 ZA | Autre : - Zone traversée : 5 - Arrêts non accessibles aux UFR : — - Amplitudes horaires : La ligne fonctionne du lundi au vendredi de 7 h 5 à 10 h 15 puis de 16 h 35 à 19 h 45. - Date de dernière mise à jour : 28 mars 2015. |                                                                                           |                                                                                           |                                                                                           |                                                                                           |                                                                                           |                                                                                           |                                                                                           |                                                                                           |
| 32 ZA | Dernière actualisation : — |                                                                                           |                                                                                           |                                                                                           |                                                                                           |                                                                                           |                                                                                           |                                                                                           |                                                                                           |
| 33    | Les Noues RER ⥋ via Goussainville — Le Bois des Garennes | Les Noues RER ⥋ via Goussainville — Le Bois des Garennes                                  | Les Noues RER ⥋ via Goussainville — Le Bois des Garennes                                  | Les Noues RER ⥋ via Goussainville — Le Bois des Garennes                                  | Les Noues RER ⥋ via Goussainville — Le Bois des Garennes                                  | Les Noues RER ⥋ via Goussainville — Le Bois des Garennes                                  | Les Noues RER ⥋ via Goussainville — Le Bois des Garennes                                  | Les Noues RER ⥋ via Goussainville — Le Bois des Garennes                                  | Les Noues RER ⥋ via Goussainville — Le Bois des Garennes                                  |
| 33    | Ouverture / Fermeture — / — | Longueur 4,20 km                                                                          | Durée 5-15 min                                                                            | Nb. d’arrêts 11                                                                           | Matériel —                                                                                | Jours de fonctionnement L, Ma, Me, J, V, S                                                | Jour / Soir / Nuit / Fêtes O / N / N / N                                                  | Voy. / an —                                                                               | Centre-bus Goussainville                                                                  |
| 33    | Desserte : - Ville et lieux desservis : Goussainville - Gare desservie : Les Noues |                                                                                           |                                                                                           |                                                                                           |                                                                                           |                                                                                           |                                                                                           |                                                                                           |                                                                                           |
| 33    | Autre : - Zone traversée : 5 - Arrêts non accessibles aux UFR : — - Amplitudes horaires : La ligne fonctionne du lundi au vendredi de 6 h 25 à 9 h 5 puis de 17 h à 19 h 55 et le samedi de 9 h 10 à 11 h 40. - Particularités : La ligne effectue le circuit extérieur le matin et le circuit intérieur le soir. - Date de dernière mise à jour : 28 mars 2015. |                                                                                           |                                                                                           |                                                                                           |                                                                                           |                                                                                           |                                                                                           |                                                                                           |                                                                                           |
| 33    | Dernière actualisation : — |                                                                                           |                                                                                           |                                                                                           |                                                                                           |                                                                                           |                                                                                           |                                                                                           |                                                                                           |
| 34    | Les Noues RER ⥋ via Les Côteaux | Les Noues RER ⥋ via Les Côteaux                                                           | Les Noues RER ⥋ via Les Côteaux                                                           | Les Noues RER ⥋ via Les Côteaux                                                           | Les Noues RER ⥋ via Les Côteaux                                                           | Les Noues RER ⥋ via Les Côteaux                                                           | Les Noues RER ⥋ via Les Côteaux                                                           | Les Noues RER ⥋ via Les Côteaux                                                           | Les Noues RER ⥋ via Les Côteaux                                                           |
| 34    | Ouverture / Fermeture — / — | Longueur 3,65 km                                                                          | Durée 10-15 min                                                                           | Nb. d’arrêts 8                                                                            | Matériel —                                                                                | Jours de fonctionnement L, Ma, Me, J, V                                                   | Jour / Soir / Nuit / Fêtes O / N / N / N                                                  | Voy. / an —                                                                               | Centre-bus Goussainville                                                                  |
| 34    | Desserte : - Ville et lieux desservis : Goussainville - Gare desservie : Les Noues |                                                                                           |                                                                                           |                                                                                           |                                                                                           |                                                                                           |                                                                                           |                                                                                           |                                                                                           |
| 34    | Autre : - Zone traversée : 5 - Arrêts non accessibles aux UFR : — - Amplitudes horaires : La ligne fonctionne du lundi au vendredi de 6 h 40 à 8 h 50 puis de 17 h 10 à 19 h 35. - Particularités : La ligne effectue le circuit extérieur le matin et le circuit intérieur le soir. L'arrêt École Pasteur est desservi le matin et l'arrêt Jules Ferry est desservi le soir. - Date de dernière mise à jour : 28 mars 2015. |                                                                                           |                                                                                           |                                                                                           |                                                                                           |                                                                                           |                                                                                           |                                                                                           |                                                                                           |
| 34    | Dernière actualisation : — |                                                                                           |                                                                                           |                                                                                           |                                                                                           |                                                                                           |                                                                                           |                                                                                           |                                                                                           |
| 35    | Gare de Villiers-le-Bel - Gonesse - Arnouville ⥋ Gonesse — Saint-Blin - Lycée René Cassin | Gare de Villiers-le-Bel - Gonesse - Arnouville ⥋ Gonesse — Saint-Blin - Lycée René Cassin | Gare de Villiers-le-Bel - Gonesse - Arnouville ⥋ Gonesse — Saint-Blin - Lycée René Cassin | Gare de Villiers-le-Bel - Gonesse - Arnouville ⥋ Gonesse — Saint-Blin - Lycée René Cassin | Gare de Villiers-le-Bel - Gonesse - Arnouville ⥋ Gonesse — Saint-Blin - Lycée René Cassin | Gare de Villiers-le-Bel - Gonesse - Arnouville ⥋ Gonesse — Saint-Blin - Lycée René Cassin | Gare de Villiers-le-Bel - Gonesse - Arnouville ⥋ Gonesse — Saint-Blin - Lycée René Cassin | Gare de Villiers-le-Bel - Gonesse - Arnouville ⥋ Gonesse — Saint-Blin - Lycée René Cassin | Gare de Villiers-le-Bel - Gonesse - Arnouville ⥋ Gonesse — Saint-Blin - Lycée René Cassin |
| 35    | Ouverture / Fermeture — / — | Longueur 5,10 km                                                                          | Durée 10 min                                                                              | Nb. d’arrêts 11                                                                           | Matériel GX 317                                                                           | Jours de fonctionnement L, Ma, Me, J, V                                                   | Jour / Soir / Nuit / Fêtes O / N / N / N                                                  | Voy. / an —                                                                               | Dépôt Gonesse                                                                             |
| 35    | Desserte : - Villes et lieux desservis : Arnouville (Lycée professionnel Virgina-Henderson et Collège Jean-Moulin) et Gonesse (Lycée René-Cassin) - Gare desservie : Villiers-le-Bel - Gonesse - Arnouville |                                                                                           |                                                                                           |                                                                                           |                                                                                           |                                                                                           |                                                                                           |                                                                                           |                                                                                           |
| 35    | Autre : - Zone traversée : 4 - Arrêts non accessibles aux UFR : — - Amplitudes horaires : La ligne fonctionne du lundi au vendredi en période scolaire de 7 h 30 à 9 h 15 puis de 16 h 15 à 17 h 50. - Particularités : Un service sur deux part / termine à Arnouville — Mairie annexe - Collège Jean Moulin. Le matin, la ligne circule en direction de Saint-Blin - Lycée René Cassin / Mairie annexe - Collège Jean Moulin et le soir dans le sens inverse. - Date de dernière mise à jour : 12 novembre 2016.                                         |                                                                                           |                                                                                           |                                                                                           |                                                                                           |                                                                                           |                                                                                           |                                                                                           |                                                                                           |
| 35    | Dernière actualisation : — |                                                                                           |                                                                                           |                                                                                           |                                                                                           |                                                                                           |                                                                                           |                                                                                           |                                                                                           |
| 36    | Gare de Villiers-le-Bel - Gonesse - Arnouville ⥋ Gonesse — Rond-point de Bonneuil | Gare de Villiers-le-Bel - Gonesse - Arnouville ⥋ Gonesse — Rond-point de Bonneuil         | Gare de Villiers-le-Bel - Gonesse - Arnouville ⥋ Gonesse — Rond-point de Bonneuil         | Gare de Villiers-le-Bel - Gonesse - Arnouville ⥋ Gonesse — Rond-point de Bonneuil         | Gare de Villiers-le-Bel - Gonesse - Arnouville ⥋ Gonesse — Rond-point de Bonneuil         | Gare de Villiers-le-Bel - Gonesse - Arnouville ⥋ Gonesse — Rond-point de Bonneuil         | Gare de Villiers-le-Bel - Gonesse - Arnouville ⥋ Gonesse — Rond-point de Bonneuil         | Gare de Villiers-le-Bel - Gonesse - Arnouville ⥋ Gonesse — Rond-point de Bonneuil         | Gare de Villiers-le-Bel - Gonesse - Arnouville ⥋ Gonesse — Rond-point de Bonneuil         |
| 36    | Ouverture / Fermeture — / — | Longueur 5,75 km                                                                          | Durée 5-15 min                                                                            | Nb. d’arrêts 12                                                                           | Matériel GX 317 Citaro K C2                                                               | Jours de fonctionnement L, Ma, Me, J, V                                                   | Jour / Soir / Nuit / Fêtes O / N / N / N                                                  | Voy. / an —                                                                               | Dépôt Gonesse                                                                             |
| 36    | Desserte : - Villes et lieux desservis : Arnouville (Poste, Cimetière et Collège Jean-Moulin), Bonneuil-en-France (Mairie) et Gonesse (Lycée René-Cassin) - Gare desservie : Villiers-le-Bel - Gonesse - Arnouville |                                                                                           |                                                                                           |                                                                                           |                                                                                           |                                                                                           |                                                                                           |                                                                                           |                                                                                           |
| 36    | Autre : - Zone traversée : 4 - Arrêts non accessibles aux UFR : — - Amplitudes horaires : La ligne fonctionne du lundi au vendredi de 5 h 50 à 20 h 45. - Particularités : Aux heures de pointe, un service sur deux part / termine à Saint-Blin - Lycée René Cassin. - Date de dernière mise à jour : 12 novembre 2016. |                                                                                           |                                                                                           |                                                                                           |                                                                                           |                                                                                           |                                                                                           |                                                                                           |                                                                                           |
| 36    | Dernière actualisation : — |                                                                                           |                                                                                           |                                                                                           |                                                                                           |                                                                                           |                                                                                           |                                                                                           |                                                                                           |
| 37    | Gare de Villiers-le-Bel - Gonesse - Arnouville ⥋ Gonesse — Rond-point de Bonneuil | Gare de Villiers-le-Bel - Gonesse - Arnouville ⥋ Gonesse — Rond-point de Bonneuil         | Gare de Villiers-le-Bel - Gonesse - Arnouville ⥋ Gonesse — Rond-point de Bonneuil         | Gare de Villiers-le-Bel - Gonesse - Arnouville ⥋ Gonesse — Rond-point de Bonneuil         | Gare de Villiers-le-Bel - Gonesse - Arnouville ⥋ Gonesse — Rond-point de Bonneuil         | Gare de Villiers-le-Bel - Gonesse - Arnouville ⥋ Gonesse — Rond-point de Bonneuil         | Gare de Villiers-le-Bel - Gonesse - Arnouville ⥋ Gonesse — Rond-point de Bonneuil         | Gare de Villiers-le-Bel - Gonesse - Arnouville ⥋ Gonesse — Rond-point de Bonneuil         | Gare de Villiers-le-Bel - Gonesse - Arnouville ⥋ Gonesse — Rond-point de Bonneuil         |
| 37    | Ouverture / Fermeture — / — | Longueur —                                                                                | Durée 15 min                                                                              | Nb. d’arrêts 13                                                                           | Matériel Citaro K C2                                                                      | Jours de fonctionnement L, Ma, Me, J, V                                                   | Jour / Soir / Nuit / Fêtes O / N / N / N                                                  | Voy. / an —                                                                               | Dépôt Gonesse                                                                             |
| 37    | Desserte : - Villes et lieux desservis : Arnouville et Gonesse - Gare desservie : Villiers-le-Bel - Gonesse - Arnouville |                                                                                           |                                                                                           |                                                                                           |                                                                                           |                                                                                           |                                                                                           |                                                                                           |                                                                                           |
| 37    | Autre : - Zone traversée : 4 - Arrêts non accessibles aux UFR : — - Amplitudes horaires : La ligne fonctionne du lundi au vendredi de 6 h 5 à 9 h 40 puis de 16 h à 19 h 45. - Date de dernière mise à jour : 12 novembre 2016. |                                                                                           |                                                                                           |                                                                                           |                                                                                           |                                                                                           |                                                                                           |                                                                                           |                                                                                           |
| 37    | Dernière actualisation : — |                                                                                           |                                                                                           |                                                                                           |                                                                                           |                                                                                           |                                                                                           |                                                                                           |                                                                                           |

### Lignes 90 à 99
| Ligne | Caractéristiques | Caractéristiques                                            | Caractéristiques                                            | Caractéristiques                                            | Caractéristiques                                            | Caractéristiques                                            | Caractéristiques                                            | Caractéristiques                                            | Caractéristiques                                            |
| 93    | Aéroport Charles-de-Gaulle 1 Gare ⥋ Bobigny - Pablo Picasso | Aéroport Charles-de-Gaulle 1 Gare ⥋ Bobigny - Pablo Picasso | Aéroport Charles-de-Gaulle 1 Gare ⥋ Bobigny - Pablo Picasso | Aéroport Charles-de-Gaulle 1 Gare ⥋ Bobigny - Pablo Picasso | Aéroport Charles-de-Gaulle 1 Gare ⥋ Bobigny - Pablo Picasso | Aéroport Charles-de-Gaulle 1 Gare ⥋ Bobigny - Pablo Picasso | Aéroport Charles-de-Gaulle 1 Gare ⥋ Bobigny - Pablo Picasso | Aéroport Charles-de-Gaulle 1 Gare ⥋ Bobigny - Pablo Picasso | Aéroport Charles-de-Gaulle 1 Gare ⥋ Bobigny - Pablo Picasso |
| ----- | --- | ----------------------------------------------------------- | ----------------------------------------------------------- | ----------------------------------------------------------- | ----------------------------------------------------------- | ----------------------------------------------------------- | ----------------------------------------------------------- | ----------------------------------------------------------- | ----------------------------------------------------------- |
| 93    | Ouverture / Fermeture — / — | Longueur 33,75 km                                           | Durée 25-35 min                                             | Nb. d’arrêts 15                                             | Matériel Axer Intouro Citelis 12                            | Jours de fonctionnement L, Ma, Me, J, V, S, D               | Jour / Soir / Nuit / Fêtes O / N / N / O                    | Voy. / an —                                                 | Centre-bus Louvres                                          |
| 93    | Desserte : - Villes et lieux desservis : Tremblay-en-France (Aéroport de Roissy-Charles-de-Gaulle, Zone aéroportuaire), Roissy-en-France (Le Village), Aulnay-sous-Bois (PSA Aulnay, Centre commercial O'Parinor) et Bobigny (Piscine Jacques-Brel, Tribunal de Grande instance, Préfecture de la Seine-Saint-Denis). - Stations et gare desservies : Aéroport Charles-de-Gaulle 1, Pont de Bondy (T1) (à distance, depuis l'arrêt Rue des Peupliers), Auguste Delaune (T1), Bobigny - Pablo Picasso. |                                                             |                                                             |                                                             |                                                             |                                                             |                                                             |                                                             |                                                             |
| 93    | Autre : - Zones traversées : 3 à 5 - Arrêts non accessibles aux UFR : — - Amplitudes horaires : La ligne fonctionne du lundi au vendredi de 5 h 30 à 21 h 35, le samedi à partir de 6 h et les dimanches et fêtes jusqu'à 21 h 30. - Particularités : - Les arrêts de Citroën Production à O'Parinor - Louis Armand sont desservis uniquement du lundi au samedi. - La ligne est soumise à une interdiction de trafic local sur la commune de Bobigny, entre les arrêts Rue des Peupliers et Bobigny - Pablo Picasso. Sur ce tronçon, seule la montée est autorisée en direction de Roissy tandis que seule la descente est autorisée vers Bobigny. - Date de dernière mise à jour : 17 février 2020. |                                                             |                                                             |                                                             |                                                             |                                                             |                                                             |                                                             |                                                             |
| 93    | Dernière actualisation : — |                                                             |                                                             |                                                             |                                                             |                                                             |                                                             |                                                             |                                                             |

### Lignes 95.01 à 95.09
| Ligne | Caractéristiques | Caractéristiques                                              | Caractéristiques                                              | Caractéristiques                                              | Caractéristiques                                                      | Caractéristiques                                              | Caractéristiques                                              | Caractéristiques                                              | Caractéristiques                                              |
| 95.01 | Survilliers - Fosses RER ⥋ Aéroport Charles-de-Gaulle 1 RER | Survilliers - Fosses RER ⥋ Aéroport Charles-de-Gaulle 1 RER   | Survilliers - Fosses RER ⥋ Aéroport Charles-de-Gaulle 1 RER   | Survilliers - Fosses RER ⥋ Aéroport Charles-de-Gaulle 1 RER   | Survilliers - Fosses RER ⥋ Aéroport Charles-de-Gaulle 1 RER           | Survilliers - Fosses RER ⥋ Aéroport Charles-de-Gaulle 1 RER   | Survilliers - Fosses RER ⥋ Aéroport Charles-de-Gaulle 1 RER   | Survilliers - Fosses RER ⥋ Aéroport Charles-de-Gaulle 1 RER   | Survilliers - Fosses RER ⥋ Aéroport Charles-de-Gaulle 1 RER   |
| ----- | --- | ------------------------------------------------------------- | ------------------------------------------------------------- | ------------------------------------------------------------- | --------------------------------------------------------------------- | ------------------------------------------------------------- | ------------------------------------------------------------- | ------------------------------------------------------------- | ------------------------------------------------------------- |
| 95.01 | Ouverture / Fermeture — / — | Longueur 25,50 km                                             | Durée 35-40 min                                               | Nb. d’arrêts 21                                               | Matériel Axer Citaro LE                                               | Jours de fonctionnement L, Ma, Me, J, V                       | Jour / Soir / Nuit / Fêtes O / N / N / N                      | Voy. / an —                                                   | Centre bus Louvres                                            |
| 95.01 | Desserte : - Villes et lieux desservis : Fosses, Survilliers, Saint-Witz, Vémars, Épiais-lès-Louvres, Mauregard, Le Mesnil-Amelot et Tremblay-en-France - Gares desservies : Survilliers - Fosses et Aéroport Charles-de-Gaulle 1 |                                                               |                                                               |                                                               |                                                                       |                                                               |                                                               |                                                               |                                                               |
| 95.01 | Autre : - Zone traversée : 5 - Arrêts non accessibles aux UFR : Jabeline - Amplitudes horaires : La ligne fonctionne du lundi au vendredi de 4 h 20 à 22 h 10. - Particularités : Les arrêts Épiais-lès-Louvres — Centre et Mauregard — Mairie sont desservis presqu'alternativement, à chaque course. - Date de dernière mise à jour : 13 février 2022. |                                                               |                                                               |                                                               |                                                                       |                                                               |                                                               |                                                               |                                                               |
| 95.01 | Dernière actualisation : — |                                                               |                                                               |                                                               |                                                                       |                                                               |                                                               |                                                               |                                                               |
| 95.02 | Aéroport Charles-de-Gaulle 1 RER ⥋ Sarcelles Saint-Brice SNCF | Aéroport Charles-de-Gaulle 1 RER ⥋ Sarcelles Saint-Brice SNCF | Aéroport Charles-de-Gaulle 1 RER ⥋ Sarcelles Saint-Brice SNCF | Aéroport Charles-de-Gaulle 1 RER ⥋ Sarcelles Saint-Brice SNCF | Aéroport Charles-de-Gaulle 1 RER ⥋ Sarcelles Saint-Brice SNCF         | Aéroport Charles-de-Gaulle 1 RER ⥋ Sarcelles Saint-Brice SNCF | Aéroport Charles-de-Gaulle 1 RER ⥋ Sarcelles Saint-Brice SNCF | Aéroport Charles-de-Gaulle 1 RER ⥋ Sarcelles Saint-Brice SNCF | Aéroport Charles-de-Gaulle 1 RER ⥋ Sarcelles Saint-Brice SNCF |
| 95.02 | Ouverture / Fermeture — / — | Longueur 33,55 km                                             | Durée 25-70 min                                               | Nb. d’arrêts 28                                               | Matériel Citaro II Citaro II LE Citaro C2 S 415 NF GX 327 Urbanway 12 | Jours de fonctionnement L, Ma, Me, J, V, S, D                 | Jour / Soir / Nuit / Fêtes O / N / N / O                      | Voy. / an —                                                   | Centre bus Goussainville                                      |
| 95.02 | Desserte : - Villes et lieux desservis : , Saint-Brice-sous-Forêt, Sarcelles, Garges-lès-Gonesse, Arnouville, Gonesse, Le Thillay et Tremblay-en-France - Gares desservies : , Sarcelles - Saint-Brice, Garges - Sarcelles et Aéroport Charles-de-Gaulle 1 |                                                               |                                                               |                                                               |                                                                       |                                                               |                                                               |                                                               |                                                               |
| 95.02 | Autre : - Zones traversées : 4 et 5 - Arrêts non accessibles aux UFR : — - Amplitudes horaires : La ligne fonctionne du lundi au samedi de 4 h 15 à 22 h 20 et les dimanches et fêtes de 6 h 0 à 22 h 20. - Particularités : En période scolaire, du lundi au vendredi, il existe un service entre les arrêts Sous-Préfecture et Mairie de Montmorency. Les premiers services du lundi au samedi en direction de Tremblay-en-France partent de Albert Camus. Le service à la demande Filéo reprend l'itinéraire de la ligne entre Théodore Bullier et Aéroport CDG 1 RER tous les jours sans interruption pour rejoindre la zone aéroportuaire les heures où elle ne fonctionne pas. - Date de dernière mise à jour : 19 août 2022. |                                                               |                                                               |                                                               |                                                                       |                                                               |                                                               |                                                               |                                                               |
| 95.02 | Dernière actualisation : — |                                                               |                                                               |                                                               |                                                                       |                                                               |                                                               |                                                               |                                                               |

### Lignes sans numérotation
| Ligne   | Caractéristiques | Caractéristiques                                                                           | Caractéristiques                                                                           | Caractéristiques                                                                           | Caractéristiques                                                                           | Caractéristiques                                                                           | Caractéristiques                                                                           | Caractéristiques                                                                           | Caractéristiques                                                                           |
| G'bus   | (Circulaire) Goussainville RER ⥋ via Goussainville — Mairie et Goussainville — Demoiselles | (Circulaire) Goussainville RER ⥋ via Goussainville — Mairie et Goussainville — Demoiselles | (Circulaire) Goussainville RER ⥋ via Goussainville — Mairie et Goussainville — Demoiselles | (Circulaire) Goussainville RER ⥋ via Goussainville — Mairie et Goussainville — Demoiselles | (Circulaire) Goussainville RER ⥋ via Goussainville — Mairie et Goussainville — Demoiselles | (Circulaire) Goussainville RER ⥋ via Goussainville — Mairie et Goussainville — Demoiselles | (Circulaire) Goussainville RER ⥋ via Goussainville — Mairie et Goussainville — Demoiselles | (Circulaire) Goussainville RER ⥋ via Goussainville — Mairie et Goussainville — Demoiselles | (Circulaire) Goussainville RER ⥋ via Goussainville — Mairie et Goussainville — Demoiselles |
| ------- | --- | ------------------------------------------------------------------------------------------ | ------------------------------------------------------------------------------------------ | ------------------------------------------------------------------------------------------ | ------------------------------------------------------------------------------------------ | ------------------------------------------------------------------------------------------ | ------------------------------------------------------------------------------------------ | ------------------------------------------------------------------------------------------ | ------------------------------------------------------------------------------------------ |
| G'bus   | Ouverture / Fermeture — / — | Longueur 12 km                                                                             | Durée 30-35 min                                                                            | Nb. d’arrêts 31                                                                            | Matériel —                                                                                 | Jours de fonctionnement L, Ma, Me, J, V, S, D                                              | Jour / Soir / Nuit / Fêtes O / O / N / N                                                   | Voy. / an —                                                                                | Centre-bus Goussainville                                                                   |
| G'bus   | Desserte : - Ville et lieux desservis : Goussainville - Gares desservies : Goussainville et Les Noues |                                                                                            |                                                                                            |                                                                                            |                                                                                            |                                                                                            |                                                                                            |                                                                                            |                                                                                            |
| G'bus   | Autre : - Zone traversée : 5 - Arrêts non accessibles aux UFR : — - Amplitudes horaires : La ligne fonctionne du lundi au vendredi de 9 h 10 à 16 h 5 puis de 21 h 55 à 2 h, le week-end de 9 h 10 à 2 h. - Date de dernière mise à jour : 8 avril 2016. |                                                                                            |                                                                                            |                                                                                            |                                                                                            |                                                                                            |                                                                                            |                                                                                            |                                                                                            |
| G'bus   | Dernière actualisation : — |                                                                                            |                                                                                            |                                                                                            |                                                                                            |                                                                                            |                                                                                            |                                                                                            |                                                                                            |
| Vitavil | Stains — Espace Angela-Davis / Stains — Moulin Neuf ⥋ Sarcelles — Les Flanades | Stains — Espace Angela-Davis / Stains — Moulin Neuf ⥋ Sarcelles — Les Flanades             | Stains — Espace Angela-Davis / Stains — Moulin Neuf ⥋ Sarcelles — Les Flanades             | Stains — Espace Angela-Davis / Stains — Moulin Neuf ⥋ Sarcelles — Les Flanades             | Stains — Espace Angela-Davis / Stains — Moulin Neuf ⥋ Sarcelles — Les Flanades             | Stains — Espace Angela-Davis / Stains — Moulin Neuf ⥋ Sarcelles — Les Flanades             | Stains — Espace Angela-Davis / Stains — Moulin Neuf ⥋ Sarcelles — Les Flanades             | Stains — Espace Angela-Davis / Stains — Moulin Neuf ⥋ Sarcelles — Les Flanades             | Stains — Espace Angela-Davis / Stains — Moulin Neuf ⥋ Sarcelles — Les Flanades             |
| Vitavil | Ouverture / Fermeture — / — | Longueur 8,15 km                                                                           | Durée 25-35 min                                                                            | Nb. d’arrêts 18                                                                            | Matériel GX 117                                                                            | Jours de fonctionnement L, Ma, Me, J, V, S                                                 | Jour / Soir / Nuit / Fêtes O / N / N / N                                                   | Voy. / an —                                                                                | Centre-bus Goussainville                                                                   |
| Vitavil | Desserte : - Villes et lieux desservis : Stains (Espace Angela Davis, Quartier du Moulin Neuf, Centre commercial Le Globe, Mairie, Quartier des Parouzets, Collège Pablo Neruda) et Sarcelles (Centre commercial des Flanades). - Station desservies : Les Flanades (T5) |                                                                                            |                                                                                            |                                                                                            |                                                                                            |                                                                                            |                                                                                            |                                                                                            |                                                                                            |
| Vitavil | Autre : - Zone traversée : 4 - Arrêts non accessibles aux UFR : — - Amplitudes horaires : La ligne fonctionne du lundi au vendredi de 6 h 5 à 19 h 55 environ et le samedi à partir de 8 h. - Particularités : Les premiers et derniers services de la semaine ainsi que ceux du samedi (toute la journée) sont limités au tronçon Moulin Neuf ↔ Les Flanades. - Date de dernière mise à jour : 9 décembre 2016. |                                                                                            |                                                                                            |                                                                                            |                                                                                            |                                                                                            |                                                                                            |                                                                                            |                                                                                            |
| Vitavil | Dernière actualisation : — |                                                                                            |                                                                                            |                                                                                            |                                                                                            |                                                                                            |                                                                                            |                                                                                            |                                                                                            |

### Lignes de R1 à R9
| Ligne | Caractéristiques | Caractéristiques | Caractéristiques | Caractéristiques | Caractéristiques | Caractéristiques | Caractéristiques | Caractéristiques | Caractéristiques |
| R1    | Survilliers - Fosses RER ⥋ Louvres RER | Survilliers - Fosses RER ⥋ Louvres RER | Survilliers - Fosses RER ⥋ Louvres RER | Survilliers - Fosses RER ⥋ Louvres RER | Survilliers - Fosses RER ⥋ Louvres RER | Survilliers - Fosses RER ⥋ Louvres RER | Survilliers - Fosses RER ⥋ Louvres RER | Survilliers - Fosses RER ⥋ Louvres RER | Survilliers - Fosses RER ⥋ Louvres RER |
| ----- | --- | --- | --- | --- | --- | --- | --- | --- | --- |
| R1    | Ouverture / Fermeture 29 août 2006 / — | Longueur — | Durée 10-25 min | Nb. d’arrêts 29 | Matériel — | Jours de fonctionnement L, Ma, Me, J, V, S, D                                                                                               | Jour / Soir / Nuit / Fêtes O / O / N / O | Voy. / an — | Dépôt Louvres |
| R1    | Desserte : - Villes et lieux desservis : Fosses, Marly-la-Ville, Puiseux-en-France et Louvres - Gares desservies : Survilliers - Fosses et Louvres | | | | | | | | |
| R1    | Autre : - Zone traversée : 5 - Arrêts non accessibles aux UFR : — - Amplitudes horaires : La ligne fonctionne du lundi au vendredi de 5 h 45 à 1 h 55, le samedi de 6 h 30 à 1 h 50 et les dimanches et fêtes de 9 h à 20 h 40. - Particularités : Il existe des services du lundi au samedi en période scolaire entre Survilliers - Fosses RER et Lycée Charles-Baudelaire aux heures d'entrée et de sortie de l'établissement. - Date de dernière mise à jour : 6 décembre 2015.                      | | | | | | | | |
| R1    | Dernière actualisation : — | | | | | | | | |
| R2    | Survilliers - Fosses RER ⥋ Fosses — Mairie Annexe | Survilliers - Fosses RER ⥋ Fosses — Mairie Annexe                                                                                           | Survilliers - Fosses RER ⥋ Fosses — Mairie Annexe                                                                                           | Survilliers - Fosses RER ⥋ Fosses — Mairie Annexe                                                                                           | Survilliers - Fosses RER ⥋ Fosses — Mairie Annexe                                                                                           | Survilliers - Fosses RER ⥋ Fosses — Mairie Annexe                                                                                           | Survilliers - Fosses RER ⥋ Fosses — Mairie Annexe                                                                                           | Survilliers - Fosses RER ⥋ Fosses — Mairie Annexe                                                                                           | Survilliers - Fosses RER ⥋ Fosses — Mairie Annexe                                                                                           |
| R2    | Ouverture / Fermeture 29 août 2006 / — | Longueur — | Durée 8 min | Nb. d’arrêts 7 | Matériel — | Jours de fonctionnement L, Ma, Me, J, V, S                                                                                                  | Jour / Soir / Nuit / Fêtes O / N / N / N | Voy. / an — | Dépôt Louvres |
| R2    | Desserte : - Villes et lieux desservis : Survilliers et Fosses - Gare desservie : Survilliers - Fosses | | | | | | | | |
| R2    | Autre : - Zone traversée : 5 - Arrêts non accessibles aux UFR : — - Amplitudes horaires : La ligne fonctionne du lundi au vendredi de 6 h 20 à 21 h 15 et le samedi de 6 h 45 à 20 h 10. - Date de dernière mise à jour : 28 août 2023. | | | | | | | | |
| R2    | Dernière actualisation : — | | | | | | | | |
| R3    | Survilliers - Fosses RER ⥋ Marly-la-Ville — Central Space - Bâtiment ABD / Marly-la-Ville — Central Space - Bâtiment C (à certaines heures) | Survilliers - Fosses RER ⥋ Marly-la-Ville — Central Space - Bâtiment ABD / Marly-la-Ville — Central Space - Bâtiment C (à certaines heures) | Survilliers - Fosses RER ⥋ Marly-la-Ville — Central Space - Bâtiment ABD / Marly-la-Ville — Central Space - Bâtiment C (à certaines heures) | Survilliers - Fosses RER ⥋ Marly-la-Ville — Central Space - Bâtiment ABD / Marly-la-Ville — Central Space - Bâtiment C (à certaines heures) | Survilliers - Fosses RER ⥋ Marly-la-Ville — Central Space - Bâtiment ABD / Marly-la-Ville — Central Space - Bâtiment C (à certaines heures) | Survilliers - Fosses RER ⥋ Marly-la-Ville — Central Space - Bâtiment ABD / Marly-la-Ville — Central Space - Bâtiment C (à certaines heures) | Survilliers - Fosses RER ⥋ Marly-la-Ville — Central Space - Bâtiment ABD / Marly-la-Ville — Central Space - Bâtiment C (à certaines heures) | Survilliers - Fosses RER ⥋ Marly-la-Ville — Central Space - Bâtiment ABD / Marly-la-Ville — Central Space - Bâtiment C (à certaines heures) | Survilliers - Fosses RER ⥋ Marly-la-Ville — Central Space - Bâtiment ABD / Marly-la-Ville — Central Space - Bâtiment C (à certaines heures) |
| R3    | Ouverture / Fermeture 29 août 2006 / — | Longueur — | Durée 5-15 min | Nb. d’arrêts 15 | Matériel — | Jours de fonctionnement L, Ma, Me, J, V | Jour / Soir / Nuit / Fêtes O / N / N / N | Voy. / an — | Dépôt Louvres |
| R3    | Desserte : - Villes et lieux desservis : Fosses, Saint-Witz et Marly-la-Ville - Gare desservie : Survilliers - Fosses | | | | | | | | |
| R3    | Autre : - Zone traversée : 5 - Arrêts non accessibles aux UFR : — - Amplitudes horaires : La ligne fonctionne du lundi au vendredi de 5 h 35 à 20 h 25. - Date de dernière mise à jour : 28 août 2023. | | | | | | | | |
| R3    | Dernière actualisation : — | | | | | | | | |
| R4    | Louvres RER ⥋ Aéroport Charles-de-Gaulle 1 RER | Louvres RER ⥋ Aéroport Charles-de-Gaulle 1 RER                                                                                              | Louvres RER ⥋ Aéroport Charles-de-Gaulle 1 RER                                                                                              | Louvres RER ⥋ Aéroport Charles-de-Gaulle 1 RER                                                                                              | Louvres RER ⥋ Aéroport Charles-de-Gaulle 1 RER                                                                                              | Louvres RER ⥋ Aéroport Charles-de-Gaulle 1 RER                                                                                              | Louvres RER ⥋ Aéroport Charles-de-Gaulle 1 RER                                                                                              | Louvres RER ⥋ Aéroport Charles-de-Gaulle 1 RER                                                                                              | Louvres RER ⥋ Aéroport Charles-de-Gaulle 1 RER                                                                                              |
| R4    | Ouverture / Fermeture 29 août 2006 / — | Longueur — | Durée 15-35 min | Nb. d’arrêts 11 | Matériel — | Jours de fonctionnement L, Ma, Me, J, V, S                                                                                                  | Jour / Soir / Nuit / Fêtes O / N / N / N | Voy. / an — | Dépôt Louvres |
| R4    | Desserte : - Villes et lieux desservis : Louvres, Villeron, Chennevières-lès-Louvres, Épiais-lès-Louvres et Zone aéroportuaire - Gares desservies : Louvres et Aéroport Charles-de-Gaulle 1 | | | | | | | | |
| R4    | Autre : - Zone traversée : 5 - Arrêts non accessibles aux UFR : — - Amplitudes horaires : La ligne fonctionne du lundi au vendredi de 6 h 10 à 21 h 25 et le samedi à partir de 6 h 40. - Particularités : Les arrêts entre La Sucrerie et Z.I Périchet sont desservis du lundi au vendredi à certaines heures. - Date de dernière mise à jour : 6 décembre 2015. | | | | | | | | |
| R4    | Dernière actualisation : — | | | | | | | | |
| R5    | (Circulaire) Gare de Louvres via la Butte aux Bergers ou Gare de Louvres ⥋ Collège André Malraux Parking | (Circulaire) Gare de Louvres via la Butte aux Bergers ou Gare de Louvres ⥋ Collège André Malraux Parking                                    | (Circulaire) Gare de Louvres via la Butte aux Bergers ou Gare de Louvres ⥋ Collège André Malraux Parking                                    | (Circulaire) Gare de Louvres via la Butte aux Bergers ou Gare de Louvres ⥋ Collège André Malraux Parking                                    | (Circulaire) Gare de Louvres via la Butte aux Bergers ou Gare de Louvres ⥋ Collège André Malraux Parking                                    | (Circulaire) Gare de Louvres via la Butte aux Bergers ou Gare de Louvres ⥋ Collège André Malraux Parking                                    | (Circulaire) Gare de Louvres via la Butte aux Bergers ou Gare de Louvres ⥋ Collège André Malraux Parking                                    | (Circulaire) Gare de Louvres via la Butte aux Bergers ou Gare de Louvres ⥋ Collège André Malraux Parking                                    | (Circulaire) Gare de Louvres via la Butte aux Bergers ou Gare de Louvres ⥋ Collège André Malraux Parking                                    |
| R5    | Ouverture / Fermeture 29 août 2006 / — | Longueur — | Durée 5-15 min | Nb. d’arrêts 16 | Matériel — | Jours de fonctionnement L, Ma, Me, J, V | Jour / Soir / Nuit / Fêtes O / N / N / N | Voy. / an — | Dépôt Louvres |
| R5    | Desserte : - Ville et lieux desservis : Louvres - Gare desservie : Louvres | | | | | | | | |
| R5    | Autre : - Zone traversée : 5 - Arrêts non accessibles aux UFR : — - Amplitudes horaires : La ligne fonctionne du lundi au vendredi de 4 h 45 à 20 h 40. - Particularités : - Les arrêts Marlots, Le Moulin, Piscine et Collège André Malraux Parking sont desservis uniquement en période scolaire aux heures d'entrée et de sortie du collège André-Malraux, à raison de deux allers le matin et de deux retours l'après-midi, excepté le mercredi. - Date de dernière mise à jour : 1er juillet 2021. | | | | | | | | |
| R5    | Dernière actualisation : — | | | | | | | | |
| R6    | (Circulaire) Louvres RER ⥋ via Louvres — Mairie | (Circulaire) Louvres RER ⥋ via Louvres — Mairie                                                                                             | (Circulaire) Louvres RER ⥋ via Louvres — Mairie                                                                                             | (Circulaire) Louvres RER ⥋ via Louvres — Mairie                                                                                             | (Circulaire) Louvres RER ⥋ via Louvres — Mairie                                                                                             | (Circulaire) Louvres RER ⥋ via Louvres — Mairie                                                                                             | (Circulaire) Louvres RER ⥋ via Louvres — Mairie                                                                                             | (Circulaire) Louvres RER ⥋ via Louvres — Mairie                                                                                             | (Circulaire) Louvres RER ⥋ via Louvres — Mairie                                                                                             |
| R6    | Ouverture / Fermeture 29 août 2006 / — | Longueur — | Durée 10-20 min | Nb. d’arrêts 21 | Matériel — | Jours de fonctionnement L, Ma, Me, J, V, S                                                                                                  | Jour / Soir / Nuit / Fêtes O / N / N / N | Voy. / an — | Dépôt Louvres |
| R6    | Desserte : - Ville et lieux desservis : Louvres - Gare desservie : Louvres | | | | | | | | |
| R6    | Autre : - Zone traversée : 5 - Arrêts non accessibles aux UFR : — - Amplitudes horaires : La ligne fonctionne du lundi au vendredi de 6 h à 20 h 45 et le samedi de 6 h 45 à 9 h 30 puis de 13 h 15 à 19 h 30. - Particularités : Les arrêts Parc et Mairie - Feuchèresont desservis du lundi au vendredi à certaines heures le matin. - Date de dernière mise à jour : 6 décembre 2015. | | | | | | | | |
| R6    | Dernière actualisation : — | | | | | | | | |
| R7    | (Circulaire) Louvres RER ⥋ via Louvres — Mairie | (Circulaire) Louvres RER ⥋ via Louvres — Mairie                                                                                             | (Circulaire) Louvres RER ⥋ via Louvres — Mairie                                                                                             | (Circulaire) Louvres RER ⥋ via Louvres — Mairie                                                                                             | (Circulaire) Louvres RER ⥋ via Louvres — Mairie                                                                                             | (Circulaire) Louvres RER ⥋ via Louvres — Mairie                                                                                             | (Circulaire) Louvres RER ⥋ via Louvres — Mairie                                                                                             | (Circulaire) Louvres RER ⥋ via Louvres — Mairie                                                                                             | (Circulaire) Louvres RER ⥋ via Louvres — Mairie                                                                                             |
| R7    | Ouverture / Fermeture 29 août 2006 / — | Longueur — | Durée 15-30 min | Nb. d’arrêts 16 | Matériel — | Jours de fonctionnement L, Ma, Me, J, V | Jour / Soir / Nuit / Fêtes O / N / N / N | Voy. / an — | Dépôt Louvres |
| R7    | Desserte : - Villes et lieux desservis : Louvres et Puiseux-en-France - Gare desservie : Louvres | | | | | | | | |
| R7    | Autre : - Zone traversée : 5 - Arrêts non accessibles aux UFR : — - Amplitudes horaires : La ligne fonctionne du lundi au vendredi de 6 h 25 à 9 h puis de 17 h 30 à 19 h 40. - Particularités : Les arrêts de Gymnase à Ferme du Templesont desservis à certaines heures. - Date de dernière mise à jour : 6 décembre 2015. | | | | | | | | |
| R7    | Dernière actualisation : — | | | | | | | | |
| R8    | Mareil-en-France — Régnault (à certaines heures) / Fontenay-en-Parisis — Croix de la Chaise ⥋ Goussainville RER | Mareil-en-France — Régnault (à certaines heures) / Fontenay-en-Parisis — Croix de la Chaise ⥋ Goussainville RER                             | Mareil-en-France — Régnault (à certaines heures) / Fontenay-en-Parisis — Croix de la Chaise ⥋ Goussainville RER                             | Mareil-en-France — Régnault (à certaines heures) / Fontenay-en-Parisis — Croix de la Chaise ⥋ Goussainville RER                             | Mareil-en-France — Régnault (à certaines heures) / Fontenay-en-Parisis — Croix de la Chaise ⥋ Goussainville RER                             | Mareil-en-France — Régnault (à certaines heures) / Fontenay-en-Parisis — Croix de la Chaise ⥋ Goussainville RER                             | Mareil-en-France — Régnault (à certaines heures) / Fontenay-en-Parisis — Croix de la Chaise ⥋ Goussainville RER                             | Mareil-en-France — Régnault (à certaines heures) / Fontenay-en-Parisis — Croix de la Chaise ⥋ Goussainville RER                             | Mareil-en-France — Régnault (à certaines heures) / Fontenay-en-Parisis — Croix de la Chaise ⥋ Goussainville RER                             |
| R8    | Ouverture / Fermeture 29 août 2006 / — | Longueur — | Durée 10-30 min | Nb. d’arrêts 12 | Matériel — | Jours de fonctionnement L, Ma, Me, J, V, S                                                                                                  | Jour / Soir / Nuit / Fêtes O / N / N / N | Voy. / an — | Dépôt Louvres |
| R8    | Desserte : - Villes et lieux desservis : Mareil-en-France, Fontenay-en-Parisis et Goussainville - Gare desservie : Goussainville | | | | | | | | |
| R8    | Autre : - Zone traversée : 5 - Arrêts non accessibles aux UFR : — - Amplitudes horaires : La ligne fonctionne du lundi au vendredi de 5 h 55 à 20 h 55 et le samedi de 6 h 40 à 19 h 20. - Particularités : - Il existe des services directs entre Régnault / Croix de la Chaise et Goussainville RER ; - La ligne est prolongée jusqu'à Goussainville — Mairie le mardi et le samedi à certaines heures. - Date de dernière mise à jour : 6 décembre 2015.                                             | | | | | | | | |
| R8    | Dernière actualisation : — | | | | | | | | |
| R9    | Survilliers - Fosses RER ⥋ Plailly — Vergers | Survilliers - Fosses RER ⥋ Plailly — Vergers                                                                                                | Survilliers - Fosses RER ⥋ Plailly — Vergers                                                                                                | Survilliers - Fosses RER ⥋ Plailly — Vergers                                                                                                | Survilliers - Fosses RER ⥋ Plailly — Vergers                                                                                                | Survilliers - Fosses RER ⥋ Plailly — Vergers                                                                                                | Survilliers - Fosses RER ⥋ Plailly — Vergers                                                                                                | Survilliers - Fosses RER ⥋ Plailly — Vergers                                                                                                | Survilliers - Fosses RER ⥋ Plailly — Vergers                                                                                                |
| R9    | Ouverture / Fermeture 28 août 2023 / — | Longueur — | Durée 10-25 min | Nb. d’arrêts 18 | Matériel — | Jours de fonctionnement L, Ma, Me, J, V, S                                                                                                  | Jour / Soir / Nuit / Fêtes O / N / N / N | Voy. / an — | Dépôt — |
| R9    | Desserte : - Villes et lieux desservis : Survilliers et Plailly - Gare desservie : Survilliers | | | | | | | | |
| R9    | Autre : - Zones traversées : 5 et hors zone tarifaire - Arrêts non accessibles aux UFR : — - Amplitudes horaires : La ligne fonctionne du lundi au vendredi de 6 h 20 à 20 h 25 et le samedi de 6 h 10 à 19 h 35. - Particularités : Certains services sont limités à ZI Parc de Plailly. - Date de dernière mise à jour : 28 août 2023. | | | | | | | | |
| R9    | Dernière actualisation : — | | | | | | | | |

### Lignes de R101 à R109
| Ligne | Caractéristiques | Caractéristiques                                                            | Caractéristiques                                                            | Caractéristiques                                                            | Caractéristiques                                                            | Caractéristiques                                                            | Caractéristiques                                                            | Caractéristiques                                                            | Caractéristiques                                                            |
| R104  | Goussainville — Sécurité Sociale ⥋ Mortefontaine — Institut Saint-Dominique | Goussainville — Sécurité Sociale ⥋ Mortefontaine — Institut Saint-Dominique | Goussainville — Sécurité Sociale ⥋ Mortefontaine — Institut Saint-Dominique | Goussainville — Sécurité Sociale ⥋ Mortefontaine — Institut Saint-Dominique | Goussainville — Sécurité Sociale ⥋ Mortefontaine — Institut Saint-Dominique | Goussainville — Sécurité Sociale ⥋ Mortefontaine — Institut Saint-Dominique | Goussainville — Sécurité Sociale ⥋ Mortefontaine — Institut Saint-Dominique | Goussainville — Sécurité Sociale ⥋ Mortefontaine — Institut Saint-Dominique | Goussainville — Sécurité Sociale ⥋ Mortefontaine — Institut Saint-Dominique |
| ----- | --- | --------------------------------------------------------------------------- | --------------------------------------------------------------------------- | --------------------------------------------------------------------------- | --------------------------------------------------------------------------- | --------------------------------------------------------------------------- | --------------------------------------------------------------------------- | --------------------------------------------------------------------------- | --------------------------------------------------------------------------- |
| R104  | Ouverture / Fermeture 29 août 2006 / — | Longueur —                                                                  | Durée 55 min                                                                | Nb. d’arrêts 22                                                             | Matériel —                                                                  | Jours de fonctionnement L, Ma, Me, J, V                                     | Jour / Soir / Nuit / Fêtes O / N / N / N                                    | Voy. / an —                                                                 | Dépôt Louvres                                                               |
| R104  | Desserte : - Villes et lieux desservis : Goussainville, Fontenay-en-Parisis, Marly-la-Ville, Fosses, Survilliers, Plailly et Mortefontaine - Gare desservie : Les Noues |                                                                             |                                                                             |                                                                             |                                                                             |                                                                             |                                                                             |                                                                             |                                                                             |
| R104  | Autre : - Zones traversées : 5 et hors zone tarifaire - Arrêts non accessibles aux UFR : — - Amplitudes horaires : La ligne fonctionne du lundi au vendredi en période scolaire de 7 h 25 à 8 h 20 puis de 16 h 40 à 17 h 35 / de 12 h 40 à 13 h 35 (le mercredi uniquement). - Date de dernière mise à jour : 6 décembre 2015. |                                                                             |                                                                             |                                                                             |                                                                             |                                                                             |                                                                             |                                                                             |                                                                             |
| R104  | Dernière actualisation : — |                                                                             |                                                                             |                                                                             |                                                                             |                                                                             |                                                                             |                                                                             |                                                                             |
| R105  | Mareil-en-France — Régnault ⥋ Mortefontaine — Institut Saint-Dominique | Mareil-en-France — Régnault ⥋ Mortefontaine — Institut Saint-Dominique      | Mareil-en-France — Régnault ⥋ Mortefontaine — Institut Saint-Dominique      | Mareil-en-France — Régnault ⥋ Mortefontaine — Institut Saint-Dominique      | Mareil-en-France — Régnault ⥋ Mortefontaine — Institut Saint-Dominique      | Mareil-en-France — Régnault ⥋ Mortefontaine — Institut Saint-Dominique      | Mareil-en-France — Régnault ⥋ Mortefontaine — Institut Saint-Dominique      | Mareil-en-France — Régnault ⥋ Mortefontaine — Institut Saint-Dominique      | Mareil-en-France — Régnault ⥋ Mortefontaine — Institut Saint-Dominique      |
| R105  | Ouverture / Fermeture 29 août 2006 / — | Longueur —                                                                  | Durée 35-45 min                                                             | Nb. d’arrêts 20                                                             | Matériel —                                                                  | Jours de fonctionnement L, Ma, Me, J, V                                     | Jour / Soir / Nuit / Fêtes O / N / N / N                                    | Voy. / an —                                                                 | Dépôt Louvres                                                               |
| R105  | Desserte : - Villes et lieux desservis : Mareil-en-France, Châtenay-en-France, Puiseux-en-France, Louvres, Survilliers, Plailly et Mortefontaine |                                                                             |                                                                             |                                                                             |                                                                             |                                                                             |                                                                             |                                                                             |                                                                             |
| R105  | Autre : - Zones traversées : 5 et hors zone tarifaire - Arrêts non accessibles aux UFR : — - Amplitudes horaires : La ligne fonctionne du lundi au vendredi en période scolaire de 7 h 40 à 8 h 20 puis de 16 h 40 à 17 h 25 / de 12 h 40 à 13 h 15 (le mercredi uniquement). - Date de dernière mise à jour : 6 décembre 2015. |                                                                             |                                                                             |                                                                             |                                                                             |                                                                             |                                                                             |                                                                             |                                                                             |
| R105  | Dernière actualisation : — |                                                                             |                                                                             |                                                                             |                                                                             |                                                                             |                                                                             |                                                                             |                                                                             |
| R106  | Goussainville — Calvaire ⥋ Mortefontaine — Institut Saint-Dominique | Goussainville — Calvaire ⥋ Mortefontaine — Institut Saint-Dominique         | Goussainville — Calvaire ⥋ Mortefontaine — Institut Saint-Dominique         | Goussainville — Calvaire ⥋ Mortefontaine — Institut Saint-Dominique         | Goussainville — Calvaire ⥋ Mortefontaine — Institut Saint-Dominique         | Goussainville — Calvaire ⥋ Mortefontaine — Institut Saint-Dominique         | Goussainville — Calvaire ⥋ Mortefontaine — Institut Saint-Dominique         | Goussainville — Calvaire ⥋ Mortefontaine — Institut Saint-Dominique         | Goussainville — Calvaire ⥋ Mortefontaine — Institut Saint-Dominique         |
| R106  | Ouverture / Fermeture 29 août 2006 / — | Longueur —                                                                  | Durée 55-60 min                                                             | Nb. d’arrêts 14                                                             | Matériel —                                                                  | Jours de fonctionnement L, Ma, Me, J, V                                     | Jour / Soir / Nuit / Fêtes O / N / N / N                                    | Voy. / an —                                                                 | Dépôt Louvres                                                               |
| R106  | Desserte : - Villes et lieux desservis : Goussainville, Roissy-en-France, Louvres, Villeron, Saint-Witz, Plailly et Mortefontaine |                                                                             |                                                                             |                                                                             |                                                                             |                                                                             |                                                                             |                                                                             |                                                                             |
| R106  | Autre : - Zones traversées : 5 et hors zone tarifaire - Arrêts non accessibles aux UFR : — - Amplitudes horaires : La ligne fonctionne du lundi au vendredi en période scolaire de 7 h 25 à 8 h 20 puis de 16 h 40 à 17 h 40 / de 12 h 40 à 13 h 40 (le mercredi uniquement). - Date de dernière mise à jour : 6 décembre 2015. |                                                                             |                                                                             |                                                                             |                                                                             |                                                                             |                                                                             |                                                                             |                                                                             |
| R106  | Dernière actualisation : — |                                                                             |                                                                             |                                                                             |                                                                             |                                                                             |                                                                             |                                                                             |                                                                             |
| R107  | Puiseux-en-France — Gymnase ⥋ Mortefontaine — Institut Saint-Dominique | Puiseux-en-France — Gymnase ⥋ Mortefontaine — Institut Saint-Dominique      | Puiseux-en-France — Gymnase ⥋ Mortefontaine — Institut Saint-Dominique      | Puiseux-en-France — Gymnase ⥋ Mortefontaine — Institut Saint-Dominique      | Puiseux-en-France — Gymnase ⥋ Mortefontaine — Institut Saint-Dominique      | Puiseux-en-France — Gymnase ⥋ Mortefontaine — Institut Saint-Dominique      | Puiseux-en-France — Gymnase ⥋ Mortefontaine — Institut Saint-Dominique      | Puiseux-en-France — Gymnase ⥋ Mortefontaine — Institut Saint-Dominique      | Puiseux-en-France — Gymnase ⥋ Mortefontaine — Institut Saint-Dominique      |
| R107  | Ouverture / Fermeture 29 août 2006 / — | Longueur —                                                                  | Durée 20-25 min                                                             | Nb. d’arrêts 12                                                             | Matériel —                                                                  | Jours de fonctionnement L, Ma, Me, J, V                                     | Jour / Soir / Nuit / Fêtes O / N / N / N                                    | Voy. / an —                                                                 | Dépôt Louvres                                                               |
| R107  | Desserte : - Villes et lieux desservis : Puiseux-en-France, Louvres, Saint-Witz, Plailly et Mortefontaine |                                                                             |                                                                             |                                                                             |                                                                             |                                                                             |                                                                             |                                                                             |                                                                             |
| R107  | Autre : - Zones traversées : 5 et hors zone tarifaire - Arrêts non accessibles aux UFR : — - Amplitudes horaires : La ligne fonctionne du lundi au vendredi en période scolaire de 7 h 55 à 8 h 20 puis de 16 h 40 à 17 h / de 12 h 40 à 13 h 5 (le mercredi uniquement). - Date de dernière mise à jour : 6 décembre 2015.     |                                                                             |                                                                             |                                                                             |                                                                             |                                                                             |                                                                             |                                                                             |                                                                             |
| R107  | Dernière actualisation : — |                                                                             |                                                                             |                                                                             |                                                                             |                                                                             |                                                                             |                                                                             |                                                                             |
| R108  | Fosses — Mairie Annexe ⥋ Mortefontaine — Institut Saint-Dominique | Fosses — Mairie Annexe ⥋ Mortefontaine — Institut Saint-Dominique           | Fosses — Mairie Annexe ⥋ Mortefontaine — Institut Saint-Dominique           | Fosses — Mairie Annexe ⥋ Mortefontaine — Institut Saint-Dominique           | Fosses — Mairie Annexe ⥋ Mortefontaine — Institut Saint-Dominique           | Fosses — Mairie Annexe ⥋ Mortefontaine — Institut Saint-Dominique           | Fosses — Mairie Annexe ⥋ Mortefontaine — Institut Saint-Dominique           | Fosses — Mairie Annexe ⥋ Mortefontaine — Institut Saint-Dominique           | Fosses — Mairie Annexe ⥋ Mortefontaine — Institut Saint-Dominique           |
| R108  | Ouverture / Fermeture 29 août 2006 / — | Longueur —                                                                  | Durée 20-35 min                                                             | Nb. d’arrêts 17                                                             | Matériel —                                                                  | Jours de fonctionnement L, Ma, Me, J, V                                     | Jour / Soir / Nuit / Fêtes O / N / N / N                                    | Voy. / an —                                                                 | Dépôt Louvres                                                               |
| R108  | Desserte : - Villes et lieux desservis : Fosses, La Chapelle-en-Serval, Plailly et Mortefontaine - Gare desservie : Survilliers - Fosses |                                                                             |                                                                             |                                                                             |                                                                             |                                                                             |                                                                             |                                                                             |                                                                             |
| R108  | Autre : - Zones traversées : 5 et hors zone tarifaire - Arrêts non accessibles aux UFR : — - Amplitudes horaires : La ligne fonctionne du lundi au vendredi en période scolaire de 7 h 45 à 8 h 20 puis de 16 h 40 à 17 h 15 / de 12 h 40 à 16 h 45 (le mercredi uniquement). - Date de dernière mise à jour : 6 décembre 2015. |                                                                             |                                                                             |                                                                             |                                                                             |                                                                             |                                                                             |                                                                             |                                                                             |
| R108  | Dernière actualisation : — |                                                                             |                                                                             |                                                                             |                                                                             |                                                                             |                                                                             |                                                                             |                                                                             |
| R109  | Vémars — Centre ⥋ Mortefontaine — Institut Saint-Dominique | Vémars — Centre ⥋ Mortefontaine — Institut Saint-Dominique                  | Vémars — Centre ⥋ Mortefontaine — Institut Saint-Dominique                  | Vémars — Centre ⥋ Mortefontaine — Institut Saint-Dominique                  | Vémars — Centre ⥋ Mortefontaine — Institut Saint-Dominique                  | Vémars — Centre ⥋ Mortefontaine — Institut Saint-Dominique                  | Vémars — Centre ⥋ Mortefontaine — Institut Saint-Dominique                  | Vémars — Centre ⥋ Mortefontaine — Institut Saint-Dominique                  | Vémars — Centre ⥋ Mortefontaine — Institut Saint-Dominique                  |
| R109  | Ouverture / Fermeture 29 août 2006 / — | Longueur —                                                                  | Durée 20-25 min                                                             | Nb. d’arrêts 11                                                             | Matériel —                                                                  | Jours de fonctionnement L, Ma, Me, J, V                                     | Jour / Soir / Nuit / Fêtes O / N / N / N                                    | Voy. / an —                                                                 | Dépôt Louvres                                                               |
| R109  | Desserte : - Villes et lieux desservis : Vémars, Saint-Witz, Plailly et Mortefontaine |                                                                             |                                                                             |                                                                             |                                                                             |                                                                             |                                                                             |                                                                             |                                                                             |
| R109  | Autre : - Zones traversées : 5 et hors zone tarifaire - Arrêts non accessibles aux UFR : — - Amplitudes horaires : La ligne fonctionne du lundi au vendredi en période scolaire de 7 h 55 à 8 h 20 puis de 16 h 40 à 17 h / de 12 h 40 à 13 h (le mercredi uniquement). - Date de dernière mise à jour : 6 décembre 2015.       |                                                                             |                                                                             |                                                                             |                                                                             |                                                                             |                                                                             |                                                                             |                                                                             |
| R109  | Dernière actualisation : — |                                                                             |                                                                             |                                                                             |                                                                             |                                                                             |                                                                             |                                                                             |                                                                             |

### Lignes de R110 à R119
| Ligne | Caractéristiques | Caractéristiques | Caractéristiques | Caractéristiques | Caractéristiques | Caractéristiques | Caractéristiques | Caractéristiques | Caractéristiques |
| R110  | Puiseux-Village — Ruelle du Puits (à certaines heures) / Puiseux-en-France — Quatre Vents ⥋ Louvres — Collège André-Malraux | Puiseux-Village — Ruelle du Puits (à certaines heures) / Puiseux-en-France — Quatre Vents ⥋ Louvres — Collège André-Malraux | Puiseux-Village — Ruelle du Puits (à certaines heures) / Puiseux-en-France — Quatre Vents ⥋ Louvres — Collège André-Malraux | Puiseux-Village — Ruelle du Puits (à certaines heures) / Puiseux-en-France — Quatre Vents ⥋ Louvres — Collège André-Malraux | Puiseux-Village — Ruelle du Puits (à certaines heures) / Puiseux-en-France — Quatre Vents ⥋ Louvres — Collège André-Malraux | Puiseux-Village — Ruelle du Puits (à certaines heures) / Puiseux-en-France — Quatre Vents ⥋ Louvres — Collège André-Malraux | Puiseux-Village — Ruelle du Puits (à certaines heures) / Puiseux-en-France — Quatre Vents ⥋ Louvres — Collège André-Malraux | Puiseux-Village — Ruelle du Puits (à certaines heures) / Puiseux-en-France — Quatre Vents ⥋ Louvres — Collège André-Malraux | Puiseux-Village — Ruelle du Puits (à certaines heures) / Puiseux-en-France — Quatre Vents ⥋ Louvres — Collège André-Malraux |
| ----- | --- | --- | --- | --- | --- | --- | --- | --- | --- |
| R110  | Ouverture / Fermeture 29 août 2006 / — | Longueur — | Durée 10-20 min | Nb. d’arrêts 10 | Matériel — | Jours de fonctionnement L, Ma, Me, J, V                                                                                     | Jour / Soir / Nuit / Fêtes O / N / N / N                                                                                    | Voy. / an — | Dépôt Louvres |
| R110  | Desserte : - Villes et lieux desservis : Puiseux-en-France et Louvres | | | | | | | | |
| R110  | Autre : - Zone traversée : 5 - Arrêts non accessibles aux UFR : — - Amplitudes horaires : La ligne fonctionne du lundi au vendredi en période scolaire de 8 h à 9 h 20 puis de 15 h à 17 h 20 / de 11 h 40 à 13 h 20 (le mercredi uniquement). - Date de dernière mise à jour : 6 décembre 2015. | | | | | | | | |
| R110  | Dernière actualisation : — | | | | | | | | |
| R111  | Vémars — Les Dix Arpents / Chennevières-lès-Louvres — Église ⥋ Louvres — Collège François-Mauriac | Vémars — Les Dix Arpents / Chennevières-lès-Louvres — Église ⥋ Louvres — Collège François-Mauriac                           | Vémars — Les Dix Arpents / Chennevières-lès-Louvres — Église ⥋ Louvres — Collège François-Mauriac                           | Vémars — Les Dix Arpents / Chennevières-lès-Louvres — Église ⥋ Louvres — Collège François-Mauriac                           | Vémars — Les Dix Arpents / Chennevières-lès-Louvres — Église ⥋ Louvres — Collège François-Mauriac                           | Vémars — Les Dix Arpents / Chennevières-lès-Louvres — Église ⥋ Louvres — Collège François-Mauriac                           | Vémars — Les Dix Arpents / Chennevières-lès-Louvres — Église ⥋ Louvres — Collège François-Mauriac                           | Vémars — Les Dix Arpents / Chennevières-lès-Louvres — Église ⥋ Louvres — Collège François-Mauriac                           | Vémars — Les Dix Arpents / Chennevières-lès-Louvres — Église ⥋ Louvres — Collège François-Mauriac                           |
| R111  | Ouverture / Fermeture 29 août 2006 / — | Longueur — | Durée 15-30 min | Nb. d’arrêts 11 | Matériel — | Jours de fonctionnement L, Ma, Me, J, V                                                                                     | Jour / Soir / Nuit / Fêtes O / N / N / N                                                                                    | Voy. / an — | Dépôt Louvres |
| R111  | Desserte : - Villes et lieux desservis : Vémars, Villeron, Chennevières-lès-Louvres, Épiais-lès-Louvres, Roissy-en-France et Louvres | | | | | | | | |
| R111  | Autre : - Zone traversée : 5 - Arrêts non accessibles aux UFR : — - Amplitudes horaires : La ligne fonctionne : - le lundi, mardi et jeudi en période scolaire de 7 h 25 à 9 h 50 puis de 14 h 30 à 17 h 40 ; - le mercredi en période scolaire de 7 h 25 à 9 h 50 puis de 11 h 10 à 15 h 45 ; - le vendredi en période scolaire de 7 h 25 à 9 h 50 puis de 13 h 30 à 17 h 5. - Date de dernière mise à jour : 6 décembre 2015. | | | | | | | | |
| R111  | Dernière actualisation : — | | | | | | | | |
| R112  | Saint-Witz — Piscine ⥋ Marly-la-Ville — Collège Françoise-Dolto | Saint-Witz — Piscine ⥋ Marly-la-Ville — Collège Françoise-Dolto                                                             | Saint-Witz — Piscine ⥋ Marly-la-Ville — Collège Françoise-Dolto                                                             | Saint-Witz — Piscine ⥋ Marly-la-Ville — Collège Françoise-Dolto                                                             | Saint-Witz — Piscine ⥋ Marly-la-Ville — Collège Françoise-Dolto                                                             | Saint-Witz — Piscine ⥋ Marly-la-Ville — Collège Françoise-Dolto                                                             | Saint-Witz — Piscine ⥋ Marly-la-Ville — Collège Françoise-Dolto                                                             | Saint-Witz — Piscine ⥋ Marly-la-Ville — Collège Françoise-Dolto                                                             | Saint-Witz — Piscine ⥋ Marly-la-Ville — Collège Françoise-Dolto                                                             |
| R112  | Ouverture / Fermeture 29 août 2006 / — | Longueur — | Durée 20-25 min | Nb. d’arrêts 9 | Matériel — | Jours de fonctionnement L, Ma, Me, J, V                                                                                     | Jour / Soir / Nuit / Fêtes O / N / N / N                                                                                    | Voy. / an — | Dépôt Louvres |
| R112  | Desserte : - Villes et lieux desservis : Saint-Witz, Fosses et Marly-la-Ville | | | | | | | | |
| R112  | Autre : - Zone traversée : 5 - Arrêts non accessibles aux UFR : — - Amplitudes horaires : La ligne fonctionne du lundi au vendredi en période scolaire de 7 h 55 à 9 h 20 puis de 15 h 15 à 17 h 35 / de 12 h 35 à 13 h 35 (le mercredi uniquement). - Date de dernière mise à jour : 6 décembre 2015. | | | | | | | | |
| R112  | Dernière actualisation : — | | | | | | | | |
| R113  | Puiseux-en-France, Marly-la-Ville ou Roissy-en-France — Passerelle ⥋ Saint-Witz — Lycée Léonard-de-Vinci | Puiseux-en-France, Marly-la-Ville ou Roissy-en-France — Passerelle ⥋ Saint-Witz — Lycée Léonard-de-Vinci                    | Puiseux-en-France, Marly-la-Ville ou Roissy-en-France — Passerelle ⥋ Saint-Witz — Lycée Léonard-de-Vinci                    | Puiseux-en-France, Marly-la-Ville ou Roissy-en-France — Passerelle ⥋ Saint-Witz — Lycée Léonard-de-Vinci                    | Puiseux-en-France, Marly-la-Ville ou Roissy-en-France — Passerelle ⥋ Saint-Witz — Lycée Léonard-de-Vinci                    | Puiseux-en-France, Marly-la-Ville ou Roissy-en-France — Passerelle ⥋ Saint-Witz — Lycée Léonard-de-Vinci                    | Puiseux-en-France, Marly-la-Ville ou Roissy-en-France — Passerelle ⥋ Saint-Witz — Lycée Léonard-de-Vinci                    | Puiseux-en-France, Marly-la-Ville ou Roissy-en-France — Passerelle ⥋ Saint-Witz — Lycée Léonard-de-Vinci                    | Puiseux-en-France, Marly-la-Ville ou Roissy-en-France — Passerelle ⥋ Saint-Witz — Lycée Léonard-de-Vinci                    |
| R113  | Ouverture / Fermeture 29 août 2006 / — | Longueur 35,5 km | Durée 15-35 min | Nb. d’arrêts 18 | Matériel — | Jours de fonctionnement L, Ma, Me, J, V                                                                                     | Jour / Soir / Nuit / Fêtes O / N / N / N                                                                                    | Voy. / an — | Dépôt Louvres |
| R113  | Desserte : - Villes et lieux desservis : Puiseux-en-France (cimetière, église Sainte-Geneviève, complexe sportif André-Malraux, hôtel de ville), Marly-la-Ville (mairie, église Saint-Étienne), Louvres (zone industrielle de la Fontaine Sainte-Geneviève, mosquée Le Bienfait, hôtel de ville, gendarmerie, caserne des pompiers, collège François-Mauriac), Roissy-en-France (zone Flexitech, zone hôtelière, mairie, parc des Tournelles), Épiais-lès-Louvres (mairie), Chennevières-lès-Louvres (église Saint-Leu-Saint-Gilles, mairie), Villeron (mairie, église Saint-Germain), Vémars et Saint-Witz (lycée Léonard-de-Vinci, zone hôtelière du Petit Marais, gymnase Guy-Drut) - Gare desservie : Louvres | | | | | | | | |
| R113  | Autre : - Zone traversée : 5 - Arrêts non accessibles aux UFR : De École Marcel Pagnol (vers Marly-la-Ville) à Gare de Louvres, Épiais-lès-Louvres — Centre, Village et Passerelle - Amplitudes horaires : La ligne fonctionne du lundi au vendredi en période scolaire à raison de six allers le matin, de deux retours le mercredi midi et de neuf retours l'après-midi, ou sept le mercredi. - Particularités : : - Les dessertes de la ligne, depuis ou vers le lycée Léonard-de-Vinci, se décomposent comme suit : - Roissy-en-France, par Épiais-lès-Louvres, Chennevières-lès-Louvres, Villeron, Vémars ; - Depuis la gare de Louvres, le matin ; - Marly-la-Ville, Puiseux-en-France par la RD 184 et l'Avenue de Grafenberg, Louvres, arrêt de départ et terminus limité à Puiseux-en-France — Quatre Vents. Des courses desservent tout le parcours, au retour seulement le mercredi, par le quartier du Village de Puiseux-en-France et Marly-la-Ville, et ne desservent pas l'arrêt de la gare de Louvres. - Marly-la-Ville, quartier du Village de Puiseux-en-France, Louvres ; l'arrêt Marie Feuchère pas desservie par une course du retour sauf le mercredi, la gare de Louvres n'est pas observée, ni La Pépinière dans le sens retour ; - Marly-la-Ville, quartier du Village de Puiseux-en-France, seulement par une course retour excepté le mercredi ; - Dans le cas de la desserte de Marly-la-Ville et du quartier du Village de Puiseux-en-France, l'arrêt de départ est Ruelle du Puits et le terminus est Mairie de Marly-la-Ville. - Date de dernière mise à jour : 14 mars 2022. | | | | | | | | |
| R113  | Dernière actualisation : — | | | | | | | | |
| R114  | Saint-Witz — Treize Saules ⥋ Senlis — Collège Anne-Marie-Javouhey | Saint-Witz — Treize Saules ⥋ Senlis — Collège Anne-Marie-Javouhey                                                           | Saint-Witz — Treize Saules ⥋ Senlis — Collège Anne-Marie-Javouhey                                                           | Saint-Witz — Treize Saules ⥋ Senlis — Collège Anne-Marie-Javouhey                                                           | Saint-Witz — Treize Saules ⥋ Senlis — Collège Anne-Marie-Javouhey                                                           | Saint-Witz — Treize Saules ⥋ Senlis — Collège Anne-Marie-Javouhey                                                           | Saint-Witz — Treize Saules ⥋ Senlis — Collège Anne-Marie-Javouhey                                                           | Saint-Witz — Treize Saules ⥋ Senlis — Collège Anne-Marie-Javouhey                                                           | Saint-Witz — Treize Saules ⥋ Senlis — Collège Anne-Marie-Javouhey                                                           |
| R114  | Ouverture / Fermeture 29 août 2006 / — | Longueur — | Durée 25-40 min | Nb. d’arrêts 13 | Matériel — | Jours de fonctionnement L, Ma, Me, J, V                                                                                     | Jour / Soir / Nuit / Fêtes O / N / N / N                                                                                    | Voy. / an — | Dépôt Louvres |
| R114  | Desserte : - Villes et lieux desservis : Saint-Witz, Survilliers, Fosses et Senlis - Gare desservie : Survilliers - Fosses | | | | | | | | |
| R114  | Autre : - Zones traversées : 5 et hors zone tarifaire - Arrêts non accessibles aux UFR : — - Amplitudes horaires : La ligne fonctionne du lundi au vendredi en période scolaire de 7 h 45 à 8 h 20 puis de 17 h 40 à 18 h 5 / de 12 h 30 à 13 h 10 (le mercredi uniquement). - Date de dernière mise à jour : 6 décembre 2015. | | | | | | | | |
| R114  | Dernière actualisation : — | | | | | | | | |
| R117  | Survilliers — Centre-ville ⥋ Luzarches — Lycée Gérard-de-Nerval / Collège Anna-de-Noailles | Survilliers — Centre-ville ⥋ Luzarches — Lycée Gérard-de-Nerval / Collège Anna-de-Noailles                                  | Survilliers — Centre-ville ⥋ Luzarches — Lycée Gérard-de-Nerval / Collège Anna-de-Noailles                                  | Survilliers — Centre-ville ⥋ Luzarches — Lycée Gérard-de-Nerval / Collège Anna-de-Noailles                                  | Survilliers — Centre-ville ⥋ Luzarches — Lycée Gérard-de-Nerval / Collège Anna-de-Noailles                                  | Survilliers — Centre-ville ⥋ Luzarches — Lycée Gérard-de-Nerval / Collège Anna-de-Noailles                                  | Survilliers — Centre-ville ⥋ Luzarches — Lycée Gérard-de-Nerval / Collège Anna-de-Noailles                                  | Survilliers — Centre-ville ⥋ Luzarches — Lycée Gérard-de-Nerval / Collège Anna-de-Noailles                                  | Survilliers — Centre-ville ⥋ Luzarches — Lycée Gérard-de-Nerval / Collège Anna-de-Noailles                                  |
| R117  | Ouverture / Fermeture — / — | Longueur — | Durée 25-30 min | Nb. d’arrêts 13 | Matériel — | Jours de fonctionnement L, Ma, Me, J, V                                                                                     | Jour / Soir / Nuit / Fêtes O / N / N / N                                                                                    | Voy. / an — | Dépôt Louvres |
| R117  | Desserte : - Villes et lieux desservis : Survilliers, Fosses, Bellefontaine, Le Plessis-Luzarches, Lassy et Luzarches - Gare desservie : Survilliers - Fosses | | | | | | | | |
| R117  | Autre : - Zone traversée : 5 - Arrêts non accessibles aux UFR : — - Amplitudes horaires : La ligne fonctionne du lundi au vendredi en période scolaire de 7 h 45 à 8 h 15 puis de 15 h 40 à 18 h 5 / de 11 h 40 à 17 h 5 (le mercredi uniquement). - Date de dernière mise à jour : 6 décembre 2015. | | | | | | | | |
| R117  | Dernière actualisation : — | | | | | | | | |

### Lignes de R120 à R129
| Ligne | Caractéristiques | Caractéristiques | Caractéristiques | Caractéristiques | Caractéristiques | Caractéristiques | Caractéristiques | Caractéristiques | Caractéristiques |
| R121  | Survilliers — Gare de Survilliers - Fosses / Les Grands Prés ⥋ Fosses — Lycée Charles Baudelaire / Collège Stendhal | Survilliers — Gare de Survilliers - Fosses / Les Grands Prés ⥋ Fosses — Lycée Charles Baudelaire / Collège Stendhal | Survilliers — Gare de Survilliers - Fosses / Les Grands Prés ⥋ Fosses — Lycée Charles Baudelaire / Collège Stendhal | Survilliers — Gare de Survilliers - Fosses / Les Grands Prés ⥋ Fosses — Lycée Charles Baudelaire / Collège Stendhal | Survilliers — Gare de Survilliers - Fosses / Les Grands Prés ⥋ Fosses — Lycée Charles Baudelaire / Collège Stendhal | Survilliers — Gare de Survilliers - Fosses / Les Grands Prés ⥋ Fosses — Lycée Charles Baudelaire / Collège Stendhal | Survilliers — Gare de Survilliers - Fosses / Les Grands Prés ⥋ Fosses — Lycée Charles Baudelaire / Collège Stendhal | Survilliers — Gare de Survilliers - Fosses / Les Grands Prés ⥋ Fosses — Lycée Charles Baudelaire / Collège Stendhal | Survilliers — Gare de Survilliers - Fosses / Les Grands Prés ⥋ Fosses — Lycée Charles Baudelaire / Collège Stendhal |
| ----- | --- | --- | --- | --- | --- | --- | --- | --- | --- |
| R121  | Ouverture / Fermeture 4 septembre 2023 / — | Longueur — | Durée 11 / 18 min                                                                                                   | Nb. d’arrêts 16 | Matériel — | Jours de fonctionnement L, Ma, Me, J, V                                                                             | Jour / Soir / Nuit / Fêtes O / N / N / N                                                                            | Voy. / an — | Dépôt — |
| R121  | Desserte : - Villes et lieux desservis : Survilliers et Fosses - Gare desservie : Survilliers - Fosses | | | | | | | | |
| R121  | Autre : - Zone traversée : 5 - Arrêts non accessibles aux UFR : — - Amplitudes horaires : La ligne fonctionne du lundi au vendredi en période scolaire à raison de 4 à 5 allers-retours par jour. - Particularités : La ligne a deux itinéraires, l'un des Grands Prés au Collège Stendhal et l'autre de la gare de Survilliers - Fosses au lycée Charles Baudelaire. - Date de dernière mise à jour : 10 août 2023. | | | | | | | | |
| R121  | Dernière actualisation : — | | | | | | | | |

### Lignes de soirée
| Ligne | Caractéristiques | Caractéristiques               | Caractéristiques               | Caractéristiques               | Caractéristiques               | Caractéristiques                        | Caractéristiques                         | Caractéristiques               | Caractéristiques               |
| S GG  | Soirée Garges-lès-Gonesse | Soirée Garges-lès-Gonesse      | Soirée Garges-lès-Gonesse      | Soirée Garges-lès-Gonesse      | Soirée Garges-lès-Gonesse      | Soirée Garges-lès-Gonesse               | Soirée Garges-lès-Gonesse                | Soirée Garges-lès-Gonesse      | Soirée Garges-lès-Gonesse      |
| S GG  | Gare de Garges - Sarcelles ⥋ ? | Gare de Garges - Sarcelles ⥋ ? | Gare de Garges - Sarcelles ⥋ ? | Gare de Garges - Sarcelles ⥋ ? | Gare de Garges - Sarcelles ⥋ ? | Gare de Garges - Sarcelles ⥋ ?          | Gare de Garges - Sarcelles ⥋ ?           | Gare de Garges - Sarcelles ⥋ ? | Gare de Garges - Sarcelles ⥋ ? |
| ----- | --- | ------------------------------ | ------------------------------ | ------------------------------ | ------------------------------ | --------------------------------------- | ---------------------------------------- | ------------------------------ | ------------------------------ |
| S GG  | Ouverture / Fermeture 1er août 2023 / — | Longueur —                     | Durée —                        | Nb. d’arrêts —                 | Matériel —                     | Jours de fonctionnement —               | Jour / Soir / Nuit / Fêtes N / O / N / N | Voy. / an —                    | Dépôt —                        |
| S GG  | Desserte : - Ville et lieux desservis : - Gare desservie : |                                |                                |                                |                                |                                         |                                          |                                |                                |
| S GG  | Autre : - Zones traversées : 5 - Arrêts non accessibles aux UFR : — - Amplitudes horaires : NC - Substitution nocturne : Ce service remplace les lignes de journée et dépose les voyageurs aux arrêts demandés, sans itinéraire fixe. - Date de dernière mise à jour : 25 juin 2023.                                                                                               |                                |                                |                                |                                |                                         |                                          |                                |                                |
| S GG  | Dernière actualisation : — |                                |                                |                                |                                |                                         |                                          |                                |                                |
| S GN  | Soirée Gonesse | Soirée Gonesse                 | Soirée Gonesse                 | Soirée Gonesse                 | Soirée Gonesse                 | Soirée Gonesse                          | Soirée Gonesse                           | Soirée Gonesse                 | Soirée Gonesse                 |
| S GN  | Gare de Villiers-le-Bel - Gonesse - Arnouville ⥋ ? |                                |                                |                                |                                |                                         |                                          |                                |                                |
| S GN  | Ouverture / Fermeture 1er août 2023 / — | Longueur —                     | Durée —                        | Nb. d’arrêts —                 | Matériel —                     | Jours de fonctionnement —               | Jour / Soir / Nuit / Fêtes N / O / N / N | Voy. / an —                    | Dépôt —                        |
| S GN  | Desserte : - Ville et lieux desservis : - Gare desservie : |                                |                                |                                |                                |                                         |                                          |                                |                                |
| S GN  | Autre : - Zones traversées : 5 - Arrêts non accessibles aux UFR : — - Amplitudes horaires : NC - Substitution nocturne : Ce service remplace les lignes de journée et dépose les voyageurs aux arrêts demandés, sans itinéraire fixe. - Date de dernière mise à jour : 25 juin 2023.                                                                                               |                                |                                |                                |                                |                                         |                                          |                                |                                |
| S GN  | Dernière actualisation : — |                                |                                |                                |                                |                                         |                                          |                                |                                |
| S GV  | Soirée Goussainville | Soirée Goussainville           | Soirée Goussainville           | Soirée Goussainville           | Soirée Goussainville           | Soirée Goussainville                    | Soirée Goussainville                     | Soirée Goussainville           | Soirée Goussainville           |
| S GV  | Gare de Goussainville ⥋ ? |                                |                                |                                |                                |                                         |                                          |                                |                                |
| S GV  | Ouverture / Fermeture 1er août 2023 / — | Longueur —                     | Durée —                        | Nb. d’arrêts —                 | Matériel —                     | Jours de fonctionnement —               | Jour / Soir / Nuit / Fêtes N / O / N / N | Voy. / an —                    | Dépôt —                        |
| S GV  | Desserte : - Ville et lieux desservis : - Gare desservie : |                                |                                |                                |                                |                                         |                                          |                                |                                |
| S GV  | Autre : - Zones traversées : 5 - Arrêts non accessibles aux UFR : — - Amplitudes horaires : NC - Substitution nocturne : Ce service remplace les lignes de journée et dépose les voyageurs aux arrêts demandés, sans itinéraire fixe. - Date de dernière mise à jour : 25 juin 2023.                                                                                               |                                |                                |                                |                                |                                         |                                          |                                |                                |
| S GV  | Dernière actualisation : — |                                |                                |                                |                                |                                         |                                          |                                |                                |
| S L   | Soirée Louvres | Soirée Louvres                 | Soirée Louvres                 | Soirée Louvres                 | Soirée Louvres                 | Soirée Louvres                          | Soirée Louvres                           | Soirée Louvres                 | Soirée Louvres                 |
| S L   | Gare de Louvres ⥋ Desserte de la zone en soirée |                                |                                |                                |                                |                                         |                                          |                                |                                |
| S L   | Ouverture / Fermeture — / — | Longueur —                     | Durée —                        | Nb. d’arrêts 29                | Matériel —                     | Jours de fonctionnement L, Ma, Me, J, V | Jour / Soir / Nuit / Fêtes O / N / N / N | Voy. / an —                    | Dépôt Louvres                  |
| S L   | Desserte : - Villes et lieux desservis : Louvres - Gare desservie : Louvres |                                |                                |                                |                                |                                         |                                          |                                |                                |
| S L   | Autre : - Zone traversée : 5 - Arrêts non accessibles aux UFR : — - Amplitudes horaires : La ligne fonctionne du lundi au vendredi soir à raison de sept départs entre 21 h et 0 h. - Substitution nocturne : Ce service remplace les lignes de journée R5 et R6 et dépose les voyageurs aux arrêts demandés, sans itinéraire fixe. - Date de dernière mise à jour : 20 août 2022. |                                |                                |                                |                                |                                         |                                          |                                |                                |
| S L   | Dernière actualisation : — |                                |                                |                                |                                |                                         |                                          |                                |                                |
| S SF  | Soirée Survilliers-Fosses | Soirée Survilliers-Fosses      | Soirée Survilliers-Fosses      | Soirée Survilliers-Fosses      | Soirée Survilliers-Fosses      | Soirée Survilliers-Fosses               | Soirée Survilliers-Fosses                | Soirée Survilliers-Fosses      | Soirée Survilliers-Fosses      |
| S SF  | Gare de Survilliers - Fosses ⥋ Desserte de la zone en soirée |                                |                                |                                |                                |                                         |                                          |                                |                                |
| S SF  | Ouverture / Fermeture — / — | Longueur —                     | Durée —                        | Nb. d’arrêts 18                | Matériel —                     | Jours de fonctionnement L, Ma, Me, J, V | Jour / Soir / Nuit / Fêtes O / N / N / N | Voy. / an —                    | Dépôt Louvres                  |
| S SF  | Desserte : - Villes et lieux desservis : Survilliers et Fosses - Gare desservie : Survilliers - Fosses |                                |                                |                                |                                |                                         |                                          |                                |                                |
| S SF  | Autre : - Zone traversée : 5 - Arrêts non accessibles aux UFR : — - Amplitudes horaires : La ligne fonctionne du lundi au vendredi soir à raison de huit départs entre 20 h 35 et 0 h 5. - Substitution nocturne : Ce service remplace la ligne de journée R2 et dépose les voyageurs aux arrêts demandés, sans itinéraire fixe. - Date de dernière mise à jour : 20 août 2022.    |                                |                                |                                |                                |                                         |                                          |                                |                                |
| S SF  | Dernière actualisation : — |                                |                                |                                |                                |                                         |                                          |                                |                                |

### Transport à la demande
Le réseau de bus est complété par un service de transport à la demande, le « TàD Goële » tandis que le service « Filéo » desservant la zone de l'aéroport de Paris-Charles-de-Gaulle est exploité par la même société.

## Gestion et exploitation
Les réseaux de transports en commun franciliens sont organisés par Île-de-France Mobilités. L'exploitation du réseau de bus Roissy Ouest revient à Keolis Roissy Pays de France Ouest à partir du 1er août 2023.

### Parc de véhicules

#### Dépôts
Les dépôts ont pour mission de remiser les différents véhicules, mais également d'assurer leur entretien préventif et curatif. L'entretien curatif ou correctif a lieu quand une panne ou un dysfonctionnement est signalé par un machiniste.
Le nouvel exploitant récupère les centres opérationnels bus de Louvres, Gonesse et Goussainville.

### Matériel roulant

#### Bus standards
| Constructeur  | Modèle          | Nombre | Numéros de parc                                                                        | Période de mise en service | Affectation                                                     | Observations |
| ------------- | --------------- | ------ | -------------------------------------------------------------------------------------- | -------------------------- | --------------------------------------------------------------- | --- |
| Heuliez Bus   | GX 327          | 3      | 231488-231489 ; 231492-231495 ; 231502 ; 231509-231510                                 | 08/2010 à 12/2013          | 22 23 24 25 31 32 95.02                                         | 231488-231489 + 231492-231493 + 231502 + 231509-231510 : Ex-Transdev Trans Val d'Oise depuis 08/2023 ; 231494-231495 : Ex-Transdev Valmy et ex-Transdev Les Cars Rose depuis 08/2023 |
| Heuliez Bus   | GX 337 hybride  | 1      | 231538                                                                                 | 06/2016                    | 22 23 24                                                        | Ex-Keolis CIF depuis 08/2023 |
| Iveco Bus     | Urbanway 12 GNV | 3      | 231027 ; 231029 ; 231034                                                               | 08/2023                    | 95.02                                                           | - |
| Mercedes-Benz | Citaro Facelift | 16     | 104022 ; 231269-231270 ; 231486-231487 ; 231490-231491 ; 231496-231501 ; 231506-231508 | 11/2008 à 08/2013          | 11 12 ZI 30D 31 32 32 ZA 95.01 95.02 R2 R3 R4 R5 R7             | 231269-201270 : Ex-Keolis Seine Val de Marne depuis 08/2023 ; 104022 + 237486-231487 + 231490-231491 + 231496-231501 + 231506-231508 : Ex-Keolis CIF depuis août 2023 |
| Mercedes-Benz | Citaro C2       | 63     | 169096 ; 231503-231505 ; 231511-231537 ; 231539-231570                                 | 02/2013 à 09/2020          | 11 12 ZI 22 23 24 25 30D 31 32 32 ZA 95.01 95.02 R2 R3 R4 R5 R7 | 169096 + 231503-231505 ; 231511-231519 + 231522-231524 + 231527-231529 + 231531-231537 + 231539-231545 + 231554-231559 + 231563-231567 : Ex-Keolis CIF depuis 08/2023 ; 231520-231521 + 231530 : Ex-Keolis CIF et ex-Keolis Velizy depuis 08/2023 ; 231525-231526 + 231568-231570 : Ex-Transdev Trans Val d'Oise depuis 08/2023 ; 231546-231553 : Ex-Transdev Trans Val d'Oise et ex-Transdev Vaux le Pénil depuis 08/2023 ; 231560-231562 : Ex-Transdev Trans Val d'Oise et ex-Transdev TRA depuis 08/2023 |

#### Bus articulés
| Constructeur  | Modèle            | Nombre | Numéros de parc        | Période de mise en service | Affectation | Observations                                |
| ------------- | ----------------- | ------ | ---------------------- | -------------------------- | ----------- | ------------------------------------------- |
| Heuliez Bus   | GX 437 hybride    | 12     | 232016-232027          | 07/2016                    | 20          | Ex-Transdev Trans Val d'Oise depuis 08/2023 |
| Mercedes-Benz | Citaro G Facelift | 1      | 232008                 | 11/2010                    | 20 30B R1   | Ex-Keolis CIF depuis 08/2023                |
| Mercedes-Benz | Citaro G C2       | 7      | 184001 ; 232010-232015 | 09/2015 à 07/2020          | 30B R1      | Ex-Keolis CIF depuis 08/2023                |

#### Midibus
| Constructeur  | Modèle            | Nombre | Numéros de parc | Période de mise en service | Affectation         | Observations |
| ------------- | ----------------- | ------ | --------------- | -------------------------- | ------------------- | --- |
| Heuliez Bus   | GX 127            | 2      | 233069-233070   | 08/2009 & 11/2009          | R5                  | Ex-Keolis CIF depuis 08/2023                                                                                     |
| Heuliez Bus   | GX 137            | 4      | 233071-233074   | 05/2014 à 07/2015          | G'bus R5 R6 Vitavil | 233071 : Ex-Keolis CIF et ex-Keolis Baie des Anges depuis 08/2023 ; 233072-233074 : Ex-Keolis CIF depuis 08/2023 |
| Heuliez Bus   | GX 137 L          | 1      | 233080          | 02/2015 à 12/2017          | 22 36 37            | Ex-Transdev Trans Val d'Oise depuis 08/2023                                                                      |
| MAN           | Lion's City M A66 | 2      | 233078-233079   | 03/2018                    | Vitavil             | Ex-Keolis CIF depuis 2018                                                                                        |
| Mercedes-Benz | Citaro K C2       | 2      | 233075 ; 233077 | 12/2015 & 04/2016          | 22 36 37            | Ex-Transdev Trans Val d'Oise depuis 08/2023                                                                      |
| Volvo         | 7900 L Hybride    | 1      | 233076          | 02/2016                    | G'bus R8            | Ex-Keolis CIF depuis 2018                                                                                        |

#### Minibus
| Constructeur | Modèle  | Nombre | Numéros de parc | Période de mise en service | Affectation | Observations                 |
| ------------ | ------- | ------ | --------------- | -------------------------- | ----------- | ---------------------------- |
| Volkswagen   | Crafter | 4      | 236005-236008   | 08/2014                    | R4          | Ex-Keolis CIF depuis 08/2023 |

#### Cars
| Constructeur  | Modèle              | Nombre | Numéros de parc               | Période de mise en service | Affectation               | Observations                             |
| ------------- | ------------------- | ------ | ----------------------------- | -------------------------- | ------------------------- | ---------------------------------------- |
| Irisbus       | Axer                | 2      | 237552-237553                 | 04/2007                    | -                         | Ex-Keolis CIF depuis 08/2023             |
| Iveco Bus     | Crossway Line 13 NP | 1      | 237034                        | 08/2023                    | R4 R113 95.01             | -                                        |
| Mercedes-Benz | Citaro LE Ü         | 4      | 237555-237558                 | 12/2008 & 12/2009          | 95.01                     | Ex-Keolis CIF depuis 08/2023             |
| Mercedes-Benz | Intouro II L        | 13     | 237560-237565 ; 237569-237575 | 08/2014 à 06/2020          | 93 95.01                  | Ex-Keolis CIF depuis 08/2023             |
| Mercedes-Benz | Intouro II M        | 3      | 237566-237568                 | 08/2016 & 11/2017          | 11.5 93 R4 R104 R105 R106 | Ex-Keolis CIF depuis 08/2023             |
| Mercedes-Benz | Intouro II ME       | 1      | 237554                        | 11/2008                    | R105 R106                 | Ex-Keolis CIF depuis 08/2023             |
| Mercedes-Benz | Intouro II MEL      | 1      | 237559                        | 02/2013                    | R4                        | Ex-Keolis CIF depuis 08/2023             |
| Scania        | Interlink GNV       | 13     | 203086-203086                 | 12/2020                    | 27, Filéo                 | Ex-Keolis Mobilité Roissy depuis 01/2024 |

### Tarification et fonctionnement

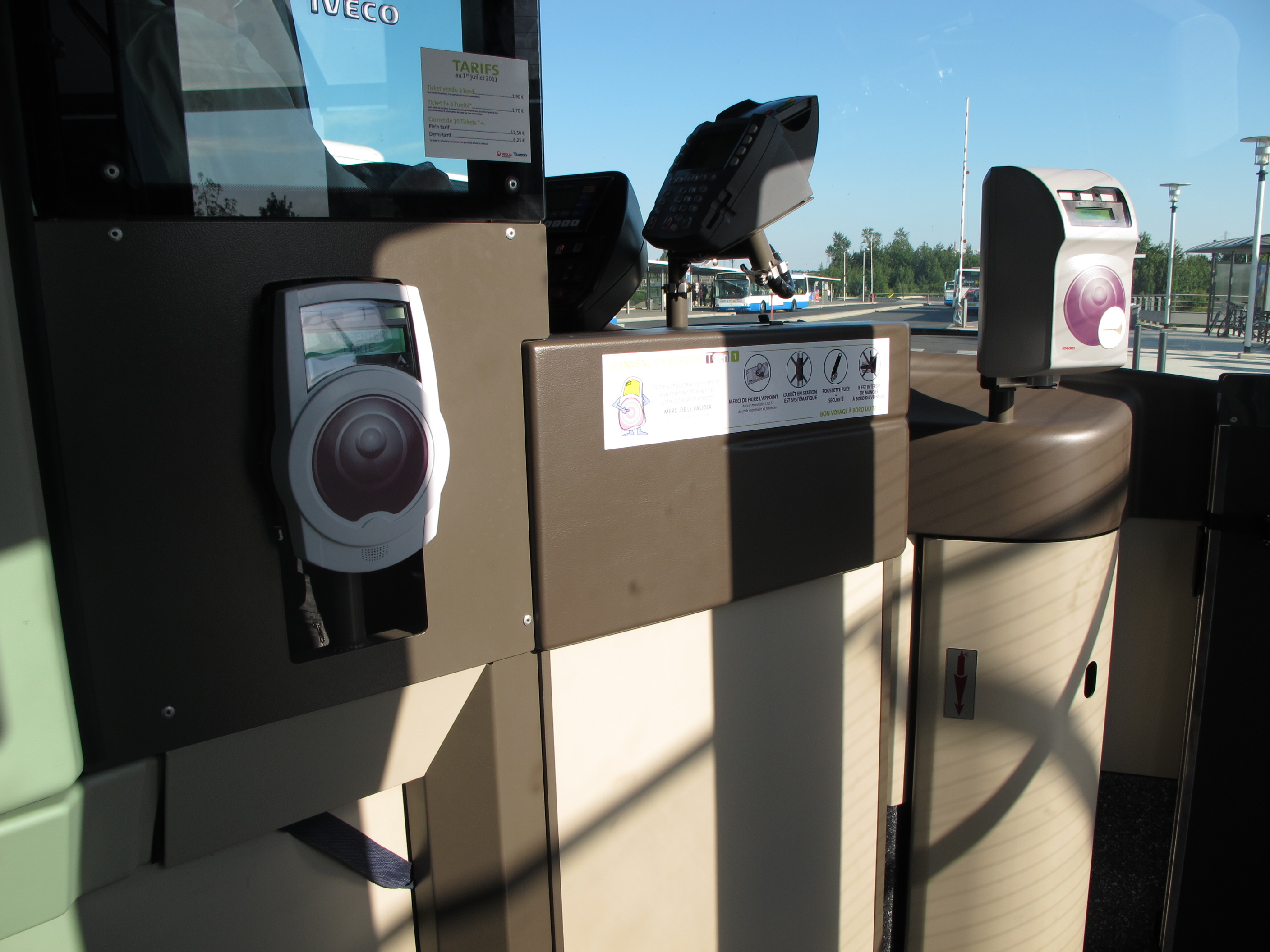
Validateurs pour passes Navigo (à gauche) et pour tickets carton (à droite) présents dans les bus et tramway.

La tarification des lignes d'autobus d'Île-de-France est unifiée et accessible avec les mêmes abonnements. Un ticket « bus-tram », qui remplace le ticket t+ au 1er janvier 2025, permet un trajet simple quelle que soit la distance, avec une ou plusieurs correspondances possibles avec les autres lignes de bus et de tramway pendant une durée maximale de 1 h 30 entre la première et dernière validation. En revanche, un ticket validé dans un bus ne permet pas d'emprunter le métro, ni le Transilien et le RER. Les lignes Orlybus et Roissybus, assurant de façon directe les dessertes aéroportuaires via autoroute, disposent d'une tarification spécifique mais sont accessibles avec les abonnements habituels.
Les tarifs des billets et abonnements dont le montant est limité par décision politique ne couvrent pas les frais réels de transport. Le manque à gagner est compensé par l'autorité organisatrice, Île-de-France Mobilités, présidée depuis 2005 par le président du conseil régional d'Île-de-France et composé d'élus locaux. Elle définit les conditions générales d'exploitation ainsi que la durée et la fréquence des services. L'équilibre financier du fonctionnement est assuré par une dotation globale annuelle aux transporteurs de la région grâce au versement mobilité payé par les entreprises et aux contributions des collectivités publiques.